# Kodak Instamatic

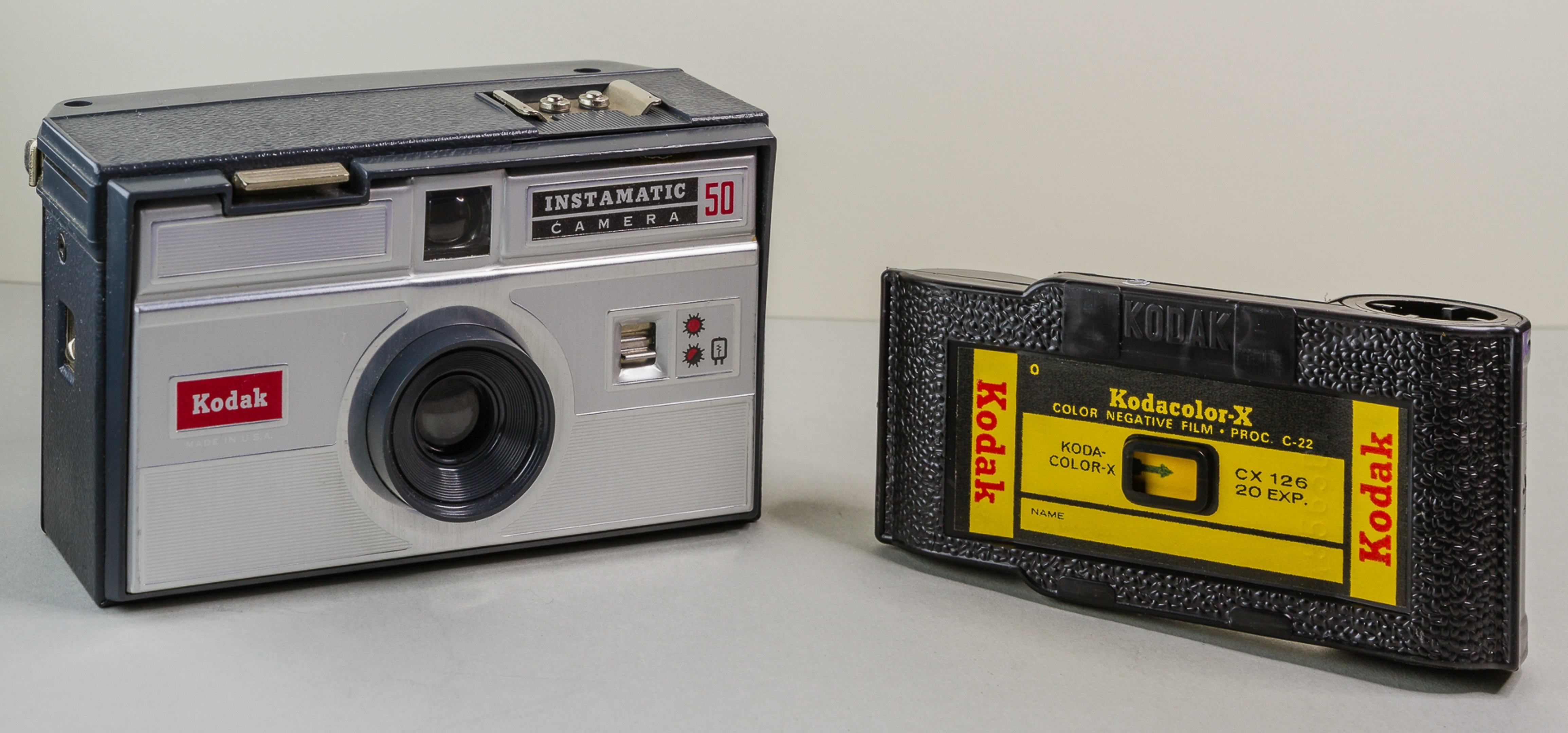
Kodak Instamatic 50 mit Kodacolor-X

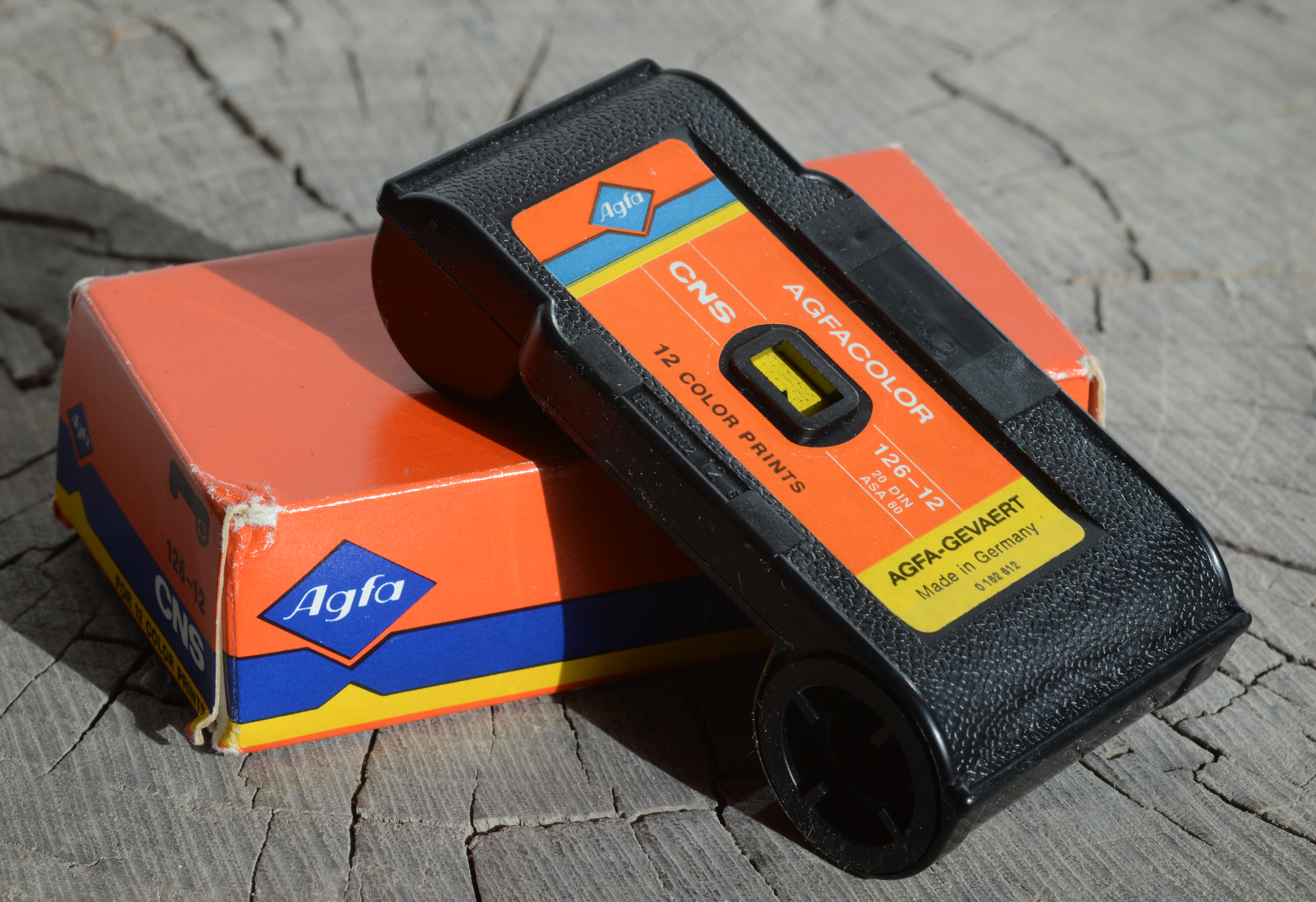
Negativfilm Agfa CNS (1983)

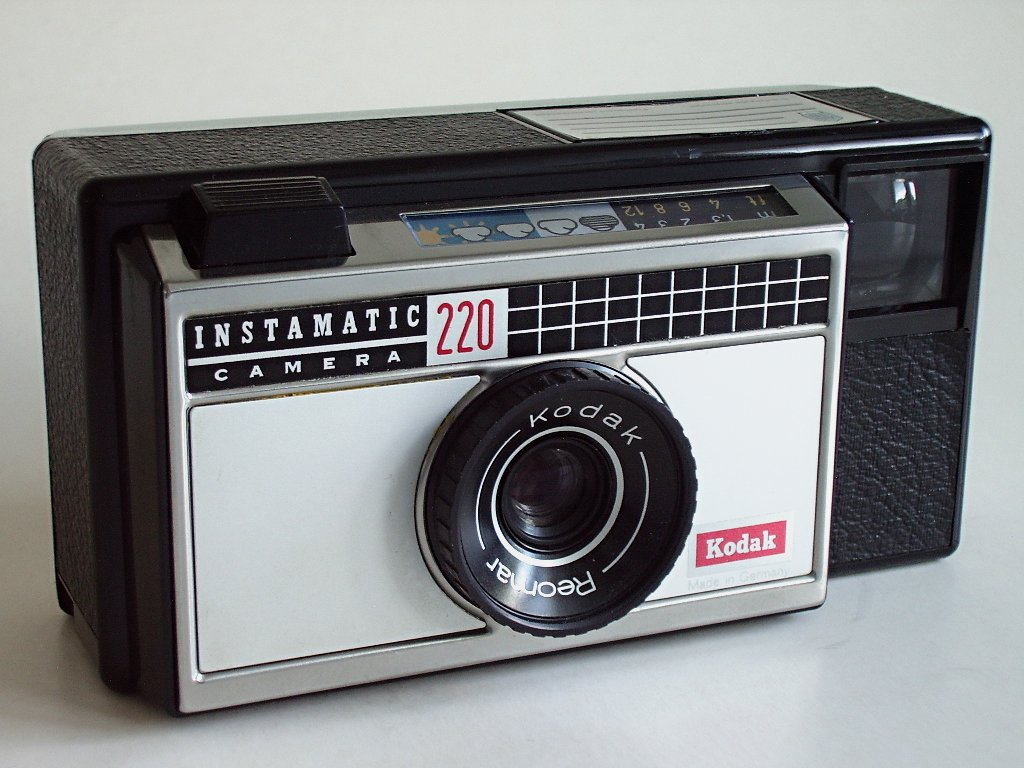
Kodak Instamatic 220, Belichtungseinstellung nach Wettersymbolen

Instamatic war der Systemname für ein 35-mm-Kassettenfilmsystem von Kodak, ein Kofferwort aus den englischen Wörtern instant (dt.: sofort) und automatic. „Sofort“ bezog sich dabei auf ein blitzschnelles Filmeinlegen. Die Kassette hatte die Kodak-Nummer 126 und war unter dieser Bezeichnung ebenfalls bekannt. Kodak verwendete auch die Bezeichnung Kodapak, andere Anbieter Pak-Film. Kodak stellte das System im März 1963 auf der Photokina vor und führte es im Frühsommer in den USA sowie kurz darauf in Europa ein.
Kodak dehnte sein Konzept mit Super 8 auf Filmkameras aus und dann noch einmal mit Pocketfilm auf 16-mm-Fotokameras. Für Super-8- und Pocketkameras verwendete Kodak den Begriff Instamatic ebenfalls.

## Film

### Handhabung
Eine Instamatic-Kassette wurde nur in die Kamera eingelegt und dann so lange transportiert, bis das Zählwerkfenster eine „1“ anzeigte. Am Ende des Films angelangt, war wieder nur einige Male zu transportieren, dann erschien ein "////////"-Muster im Fenster, und die Kassette konnte entnommen werden. Alles war so konstruiert, dass einerseits möglichst simple Kameratechnik genügte und andererseits dem Benutzer bequemstes Fotografieren ermöglicht wurde.

„Eine neue Generation von Fotoamateuren wurde geschaffen: die ‚Instamatic-Knipser‘. Eine neue Generation deshalb, weil die Instamatics [...] nicht als Zweitkamera konzipiert waren, sondern Menschen, denen das Fotografieren mit herkömmlichen Kameras zu kompliziert war, die Möglichkeit zu geben, mit wenig technischen Kenntnissen akzeptable Fotos zu machen.“

### Bezeichnung
Kodak bezeichnete alle Filmtypen mit einer Nummer, mit 126 ursprünglich einen von 1906 bis 1949 angebotenen Rollfilm. Da die Nummer wieder frei geworden war, nahm man sie für die Instamatic-Kassette, weil die letzten beiden Ziffern in Millimeter die ungefähre Kantenlänge des quadratischen Bilds mit Maskierung, beispielsweise durch ein Diarähmchen, angab. Die Nummer 127 wäre passender gewesen, gehörte aber zu einem noch gebräuchlichen Rollfilm. Diarähmchen oder auch die Automaten, welche die Abzüge von Negativfilmen erstellten, nahmen stets einen etwas kleineren Ausschnitt, damit trotz unvermeidlicher Toleranzen kein Bildrand auf der Leinwand oder dem Fotopapier erschien.

### Vorgeschichte

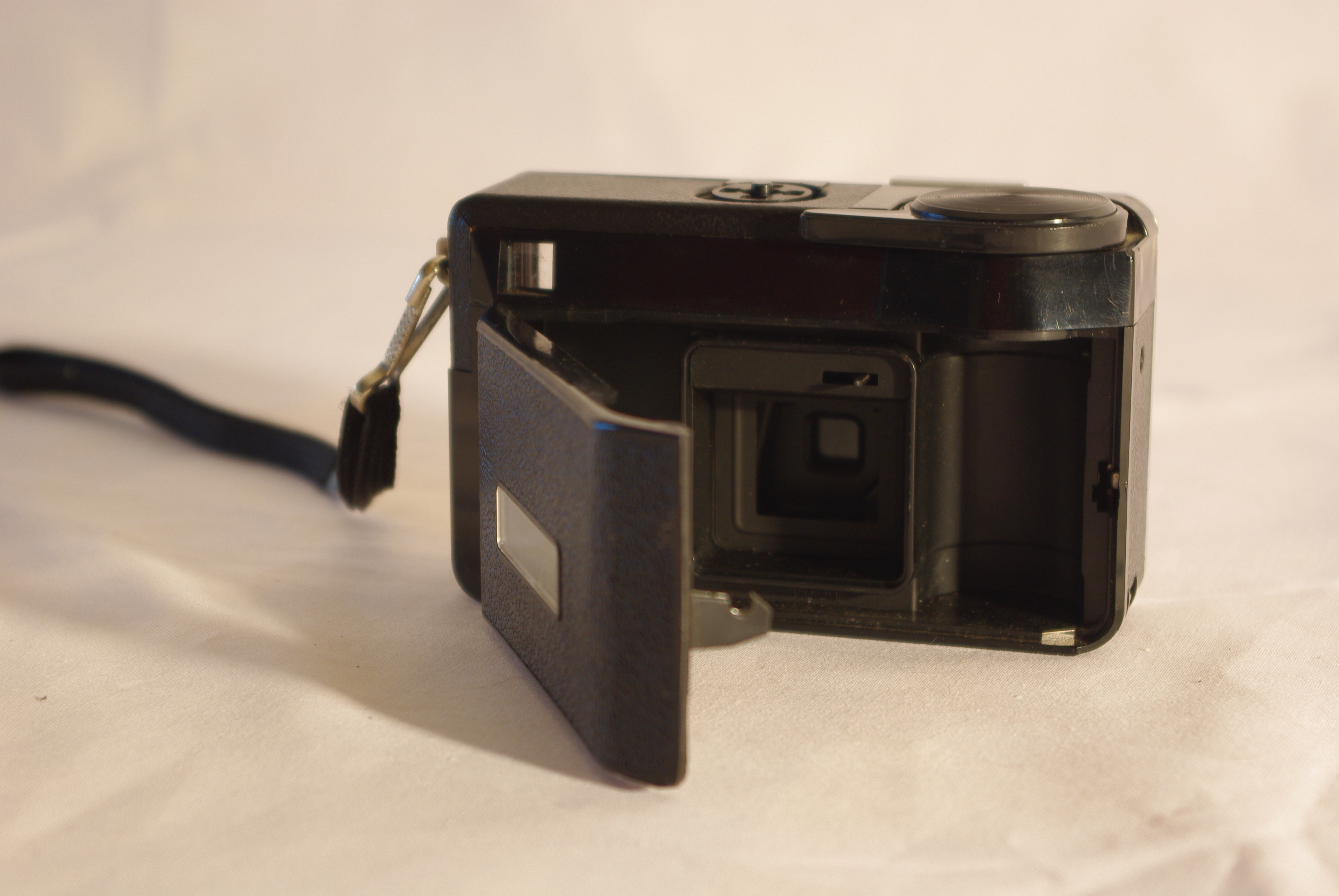
Kodak Instamatic 133: über dem Bildfenster befindet sich der Fühler für den Filmtransport

Wer vor Einführung des Instamatic-Systems mit einer handlichen Kamera fotografieren wollte, musste auf den Kleinbildfilm zurückgreifen. Ihn in die damaligen Kameras korrekt einzulegen war nicht in jedem Fall einfach. Zwar konnte der Fotohändler beim Kauf eines neuen Films ihn auch einlegen, die Filmhersteller waren aber daran interessiert, dass ihre Kunden einen belichteten Film gleich am Aufnahmeort durch einen neuen ersetzten, um den Umsatz zu steigern. 
Einen Film in Kassettenform gab es nur von Minox, die zugehörigen Kameras waren aber recht teuer, boten durch das kleine Format eine eingeschränkte Bildqualität und wandten sich mit ihrer Bedienung auch nicht an Laien. Hubert Nerwin, der ehemalige Direktor der Entwicklungsabteilung von Zeiss Ikon, patentierte daraufhin für Kodak eine Filmkassette, die zum Instamatic-System führte.

### Kassette

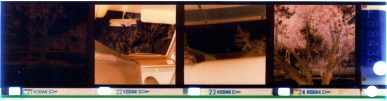
Negativstreifen mit einem Perforationsloch pro Bild

Schwarzer Kunststoff bildete das Material der Instamatic-Kassette und verband Vorratskammer, Bildebene und Aufwickelkammer zu einer Einheit. Als Einmalkassette musste sie zum Entwickeln aufgebrochen werden und ließ sich nicht wieder auffüllen beziehungsweise nicht wieder mit neuem Filmmaterial bestücken. In der Vorratskammer lag der unbelichtete Film ohne Wickeldorn aufgewickelt, in der Aufwickelkammer wurde der Film auf eine Spule aufgewickelt.
Der Film war 35 mm breit, hatte aber eine andere Perforation als ein 35-mm-Kleinbildfilm. Diese Perforation war einseitig ausgeführt und bestand aus einem Langloch pro Bild, das einem Fühler in der Kamera zum Stopp des Filmtransports diente und dadurch einer möglichst einfachen Kamerakonstruktion entgegenkam. Dieses Verfahren war bereits vom Kodak-Filmtyp 828 aus dem Jahr 1935 bekannt, der aber keine große Verbreitung gefunden hatte.
In einer Instamatic-Kamera existierte keine Filmandruckplatte, so dass die Kassette die Position der Filmebene bestimmte. Hierzu gab es an der Kassette um das Bildfenster herum einen Rahmen, der beim Einlegen auf Anschläge in der Kamera traf. Deswegen musste das Kunststoffgehäuse der Kassette auf ±3⁄100 Zoll (entsprechend 0,762 mm) genau gefertigt werden.
Der Film ist in ISO 3029 definiert.

### Bildformat
Die einseitige und zudem schmale Perforation ließ dem Bild mehr Platz als beim Typ 135, so dass die Bildhöhe 11⁄8 Zoll, entsprechend 28,6 mm betrug. Das quadratische Format, also 28,6 mm × 28,6 mm, wurde im Hinblick auf Einfachkameras gewählt: Bei den einlinsigen Objektiven der Einsteigerkameras fiel die Abbildungsleistung zum Rand hin sehr stark ab, bei vorgegebener Bildhöhe lag der Bildrand im Falle des quadratischen Formats weniger weit vom Mittelpunkt entfernt. Gegenüber dem Kleinbild waren Bilddiagonale und Bildfläche um etwa 9 % reduziert, infolgedessen wurden Bildwinkel und Lichtleistung eines Kleinbild-Diaprojektors weitgehend ausgenutzt.

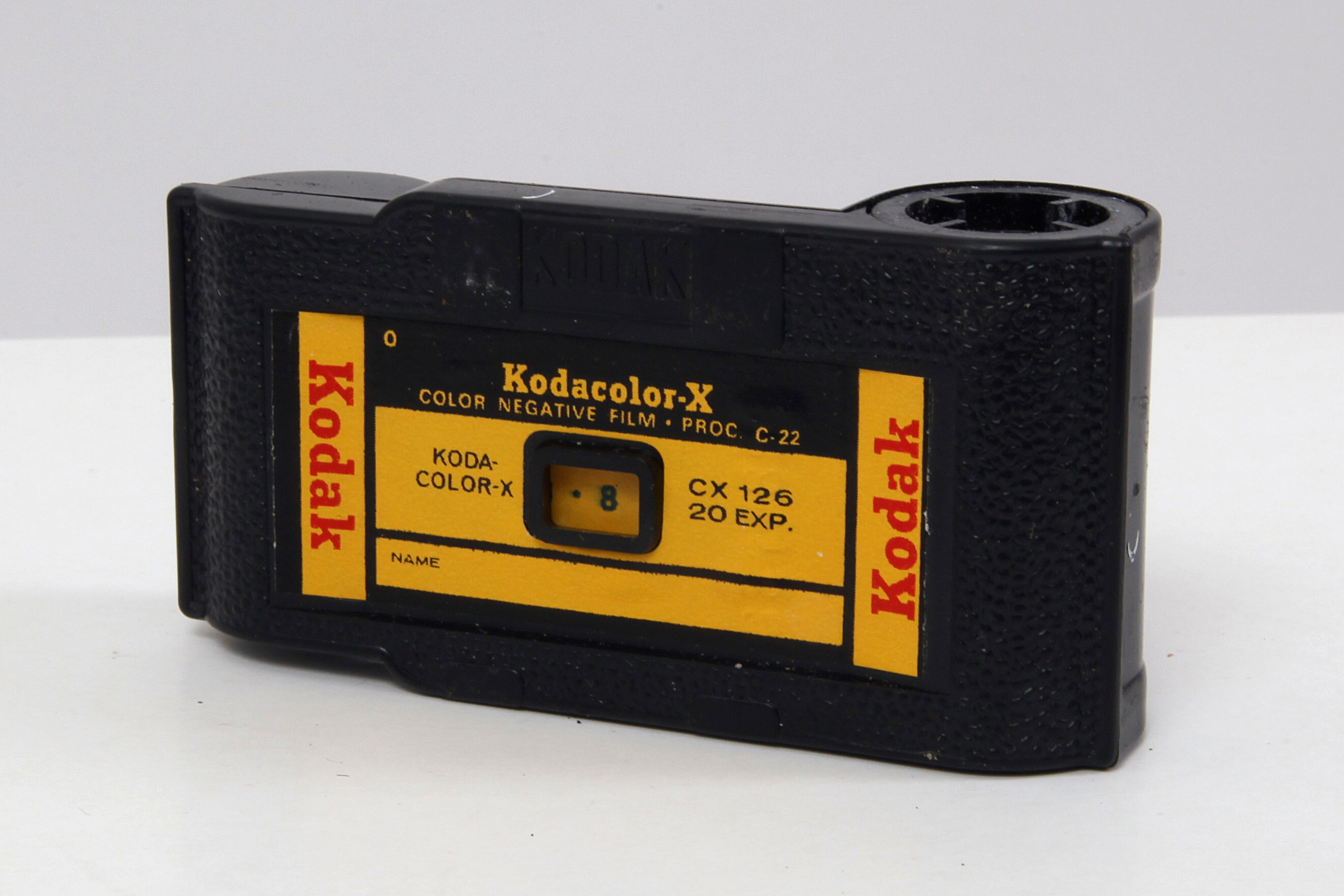
Kodacolor-X-Kassette mit Fenster für die Bildzahl

### Zählwerk
Wie beim Rollfilm schützte Schwarzpapier, auf dessen Rücken Zahlen aufgedruckt waren, den Film nach hinten vor Lichteinfall. So konnte durch ein Fenster in Kassette und Kamerarückwand die Bildnummer abgelesen werden. Das Rückwandfenster zeigte überdies das Etikett der Filmkassette und somit die eingelegte Filmsorte.

### Kapazität
Die Kassette war ursprünglich für 12 Aufnahmen ausgelegt, dann aber auch für 20 Aufnahmen, später sogar 24 Aufnahmen. 36 Aufnahmen ließen sich jedoch nicht verwirklichen, da bei einem entsprechend dünnen Film die Planlage nicht mehr garantiert gewesen wäre.

### Filmempfindlichkeit
Die Instamatic-Kassette war der erste Film, dessen Empfindlichkeit die Kamera abtasten konnte. Die meisten Kameras machten davon aber keinen Gebrauch, so dass die Mehrzahl der Filme einfach ungefähr ISO 80/20° hatten. Für die Abtastung gab es eine Kerbe, deren Länge die Filmempfindlichkeit angab. Dabei waren Werte von ISO 20/14° bis ISO 1600/33° möglich, es gab aber nur Filme von ISO 64/19° bis ISO 400/27°. Die Kerbe befand sich an der Frontseite der Kassette, nämlich an der Oberseite des Rahmens, der den Film zur Belichtung freigab.

### Filmmaterial

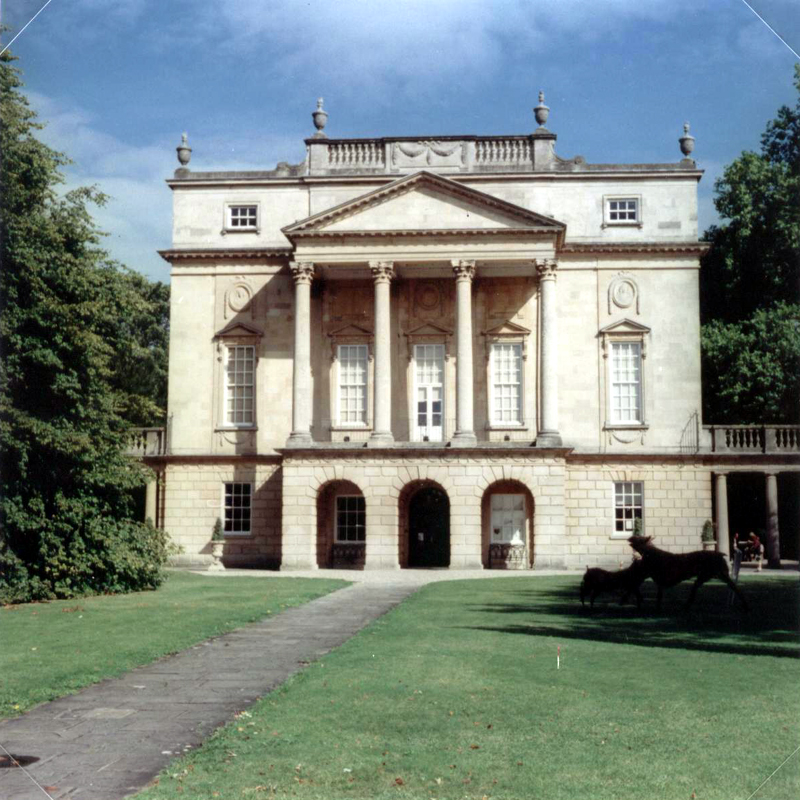
Quadratisches Format: Instamatic-Aufnahme

#### Farb-Negativfilm
Die meisten Kassetten wurden als Farbnegativfilm verkauft. Davon wurden vorzugsweise Abzüge im Format 9 cm × 9 cm erstellt. Da im Laufe der Zeit fast alle Filmhersteller Lizenzen nahmen, gab es von praktisch allen Filmmarken auch Instamatic-Kassetten.
Das „Bonus-Bild“ war eine Marketing-Aktion von Kodak speziell für das Instamatic-System, die einen gewissen Aufwand erforderte: Jedes Fotopapier im Format 9 cm × 13 cm trug ein Bild im Format 8 cm × 8 cm mit weißem Rahmen sowie rechts davon oben ein etwa 3 cm × 3 cm kleines Bonus-Bild, abtrennbar durch Knick an einer Perforation.

#### Schwarzweißfilm
Den Typ 126 gab es auch als Schwarzweißfilm, was aber nur in der Anfangszeit eine Bedeutung hatte, in der häufig noch aus Kostengründen auf Farbe verzichtet wurde. Im Heimlabor konnte der Film mit einer gewöhnlichen Spule für Kleinbildfilm entwickelt werden.

#### Farb-Umkehrfilm
Der Typ 126 war auch als Diafilm erhältlich. Er konnte mit speziellen Rähmchen in gewöhnlichen Kleinbildprojektoren vorgeführt werden konnte. Hierfür empfahl es sich aber, eine Kamera mit Belichtungsmessung zu verwenden, da dieses Material generell genauer belichtet werden muss. Allerdings wählten Amateure, die mit Diafilmen arbeiteten, meist den Kleinbildfilm, so dass diese Sorte nicht an allen Verkaufsstellen vorrätig war.

#### Kodapak-Filme 1964
Bei der Einführung des Instamatic-Systems bot Kodak folgende Filme an:
- Verichrom-PAN, Schwarzweißfilm mit ISO 22/125° (12 Aufnahmen 2,20 DM)
- Kodacolor X, Farbnegativfilm mit ISO 19/64° (12 Aufnahmen 4,40 DM)
- Kodachrome X, Farbumkehrfilm mit ISO 19/64° (20 Aufnahmen mit Entwicklung und Rahmung 13,20 DM)

## Kameras

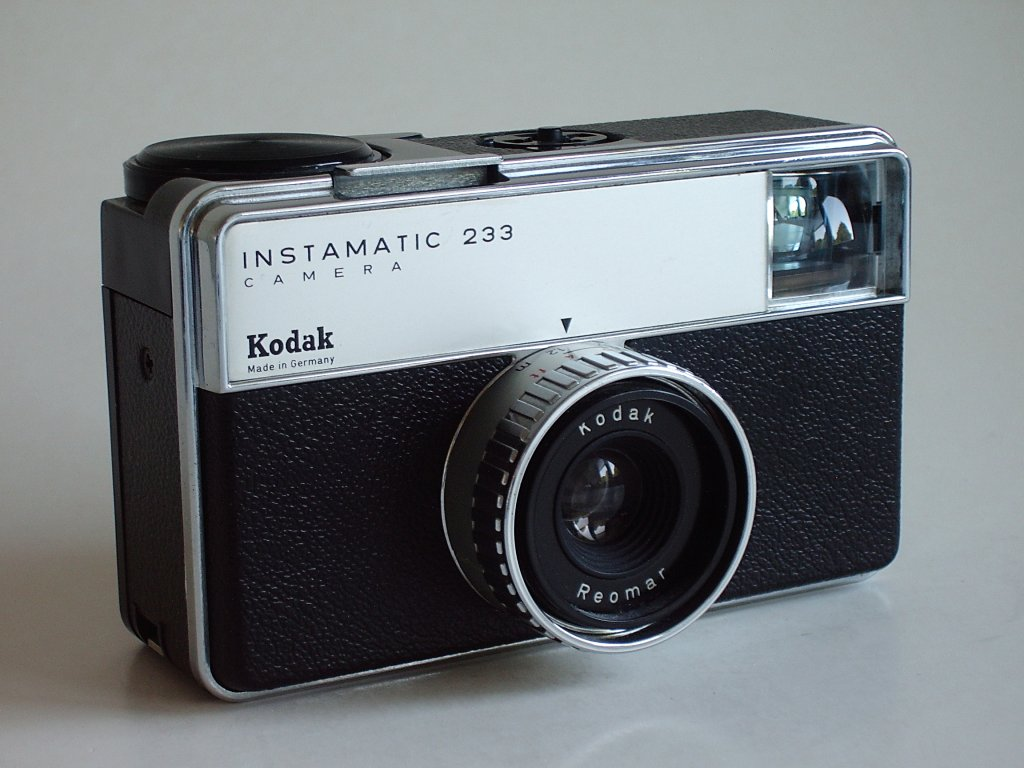
Made in Germany: Kodak Instamatic 233, Reomar-Objektiv, Belichtungseinstellung nach Wettersymbolen

### Sucherkameras ohne Belichtungsmesser
Den größten Anteil unter den Instamatic-Kameras hatten die Modelle ohne Belichtungsmesser, die meist mit einem Fixfokus ausgerüstet waren. Die einfachen Modelle hatten nur zwei Belichtungseinstellungen, gewöhnlich mit Sonne und Wolken gekennzeichnet, und eine Blitzwürfelaufnahme, etwas bessere drei oder vier Belichtungseinstellungen. Sieht man von den Agfa-Rapid-Kameras ab, waren diese Modelle praktisch konkurrenzlos, da Kameras für keinen anderen Film derart preisgünstig herzustellen waren.
In den 1970er Jahren kam es sogar zu besonders minimalistischen Kameras. Sie bestanden aus einem auf die Kassette geklemmten Objektiv mit einfachem Verschluss und Rahmensucher sowie einem auf den Wickeldorn der Kassette gesteckten Knebel zum Filmtransport. Diese Kameras lagen als Bausatz mehreren Zeitschriften wie Yps bei.

### Sucherkameras mit Belichtungsmesser

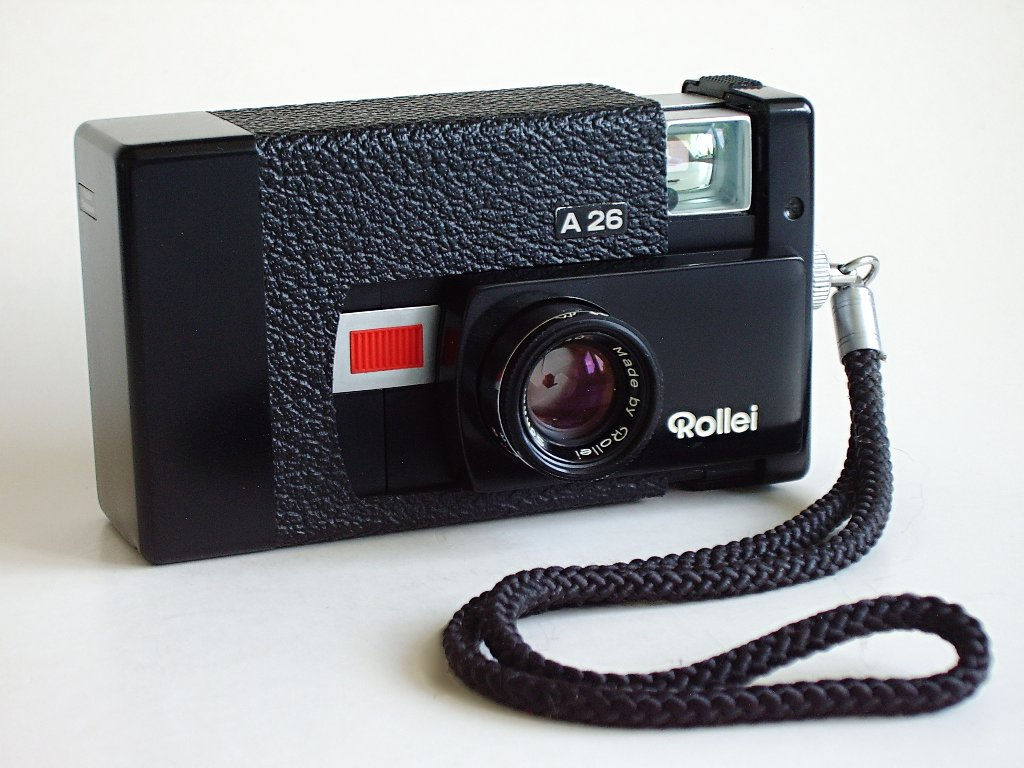
Rollei A26 mit elektronischer Belichtungsautomatik und Zeiss-Objektiv

Die gehobenen Modelle hatten meist das gleiche Gehäuse wie die Einsteigerklasse, aber einen Belichtungsmesser, und waren allgemein auf eine Batterie angewiesen. Einige Hersteller wie Rollei stellten aber auch eigenständige Konstruktionen vor. Diese Modelle wurden zwar in erheblichen Stückzahlen verkauft, sie standen aber in Konkurrenz zu den Kleinbildkameras für den Filmtyp 135.

### Spiegelreflexkameras

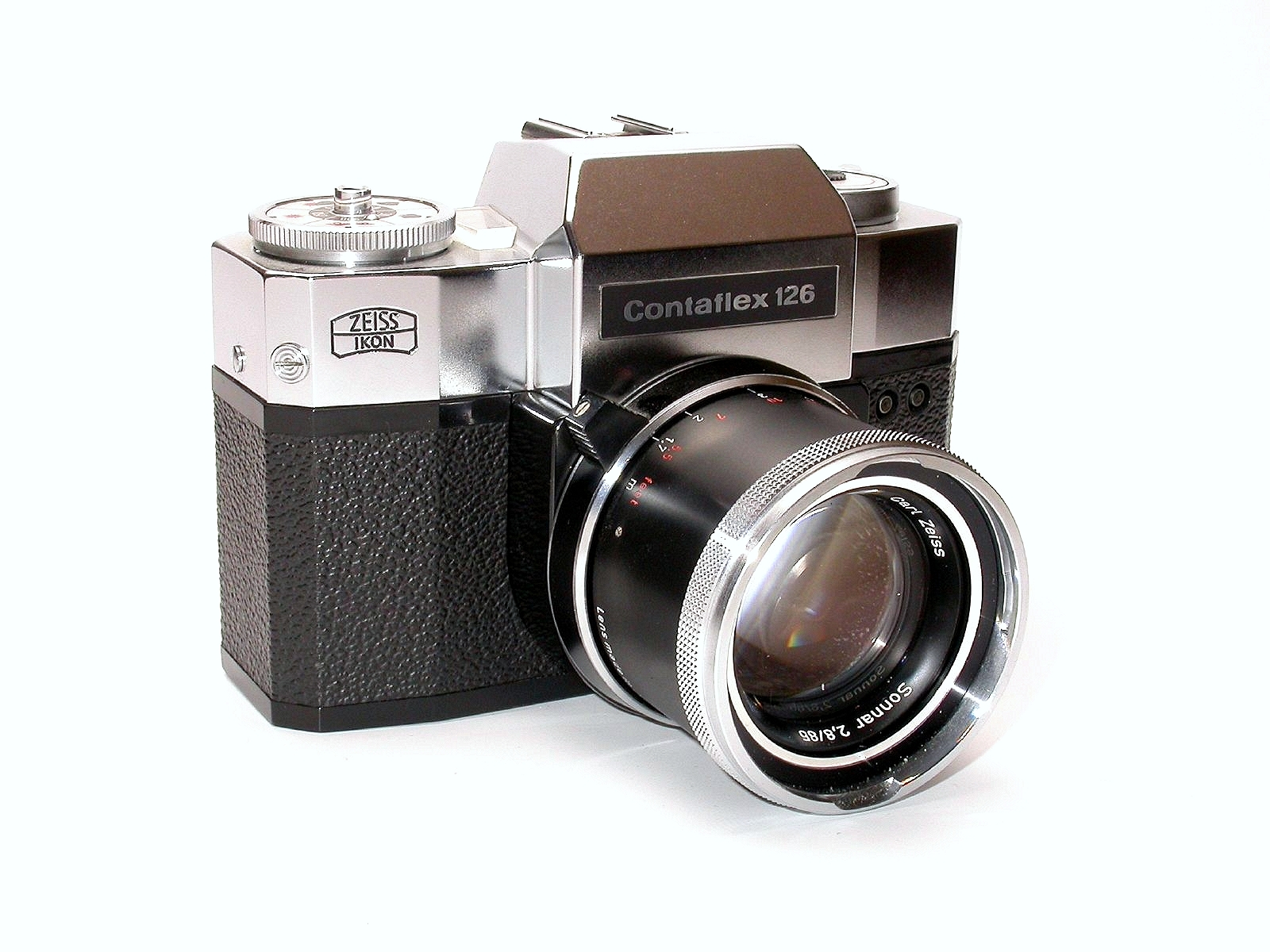
Spiegelreflexkamera Contaflex 126, 1967–1971, hier mit 85 mm-Sonnar

In den 1960er Jahren erschienen sogar mehrere Spiegelreflexkameras für die Instamatic-Kassette. Gemeinsames Merkmal all dieser Kameras war es, dass es keine Programmautomatik für die Belichtungssteuerung gab. Infolgedessen brauchte der Fotograf grundlegende Kenntnis über Belichtungszeit und Blendenwert, was der Idee einer maximal bequem zu handhabenden Kamera widersprach und einen nennenswerten Erfolg verhinderte. Problematisch war dabei auch die Planlage des Films infolge der fehlenden Andruckplatte, weshalb keine Objektive mit höheren Lichtstärken als f/2,8 erschienen.

#### Contaflex 126
Die Contaflex 126 von Zeiss-Ikon hatte eine Blendenautomatik, wobei die Blende im Sucher angezeigt wurde. Es gab für sie Objektive von 25 mm bis 200 mm Brennweite mit einem speziellen Bajonettanschluss. Diese Kamera tastete auch die Filmempfindlichkeit an der Kassette ab.

#### Rollei SL 26
Die Rollei SL 26 hatte ein Satzobjektiv mit einem speziellen Bajonettanschluss, für das Objektivvorderteile für 28 mm bis 80 mm Brennweite erhältlich waren. Die SL 26 war ein Halbautomat mit Zeigern für Blende und Belichtungszeit im Sucher.

#### Kodak Instamatic Reflex
Die Instamatic Reflex war die technisch aufwendigste und mit 875 DM Verkaufspreis auch teuerste Kamera für die Instamatic-Kassette. Sie erschien 1968, hatte eine Zeitautomatik und bereits einen elektronisch gesteuerten Verschluss. Für ihren Bajonettanschluss gab es Objektive von 28 mm bis 200 mm Brennweite.
Mit dieser Kamera wollte Kodak vor allem das Instamatic-System als ein anspruchsvolles, auch für gehobene Kameras geeignetes System darstellen.

## Marktbedeutung

### Verkaufszahlen
In der Preisklasse bis etwa 120 DM, also unterhalb der Kameras für die Kleinbild-Patrone, erreichte der Instamatic-Film einen extrem hohen Marktanteil, wodurch er zu einem großen Erfolg wurde. Kodak verkaufte in den ersten zwei Jahren nach der Vorstellung bereits 7,5 Mio. Kameras. Auch nach Einführung des Pocket-Films hielt die Nachfrage an, so wurden beispielsweise 1978 in Deutschland zwar ca. 1,5 Mio. Pocket-Kameras verkauft, aber auch noch rund 250.000 Kameras für den Filmtyp 126. Von allen Herstellern zusammen wurden weltweit über 150 Mio. Kameras produziert.

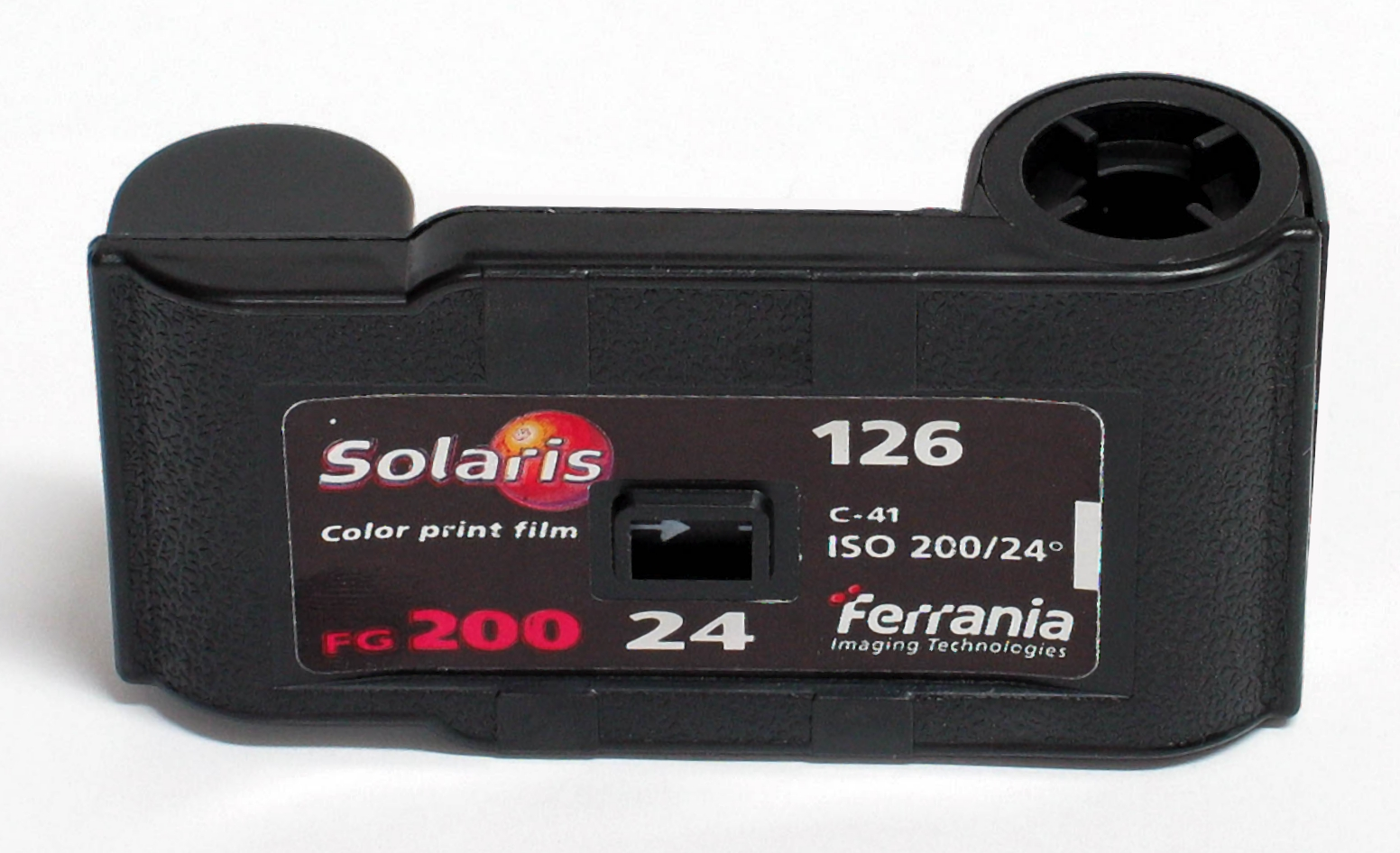
Der letzte produzierte Film von Ferrania

### Agfa Rapid
Agfa versuchte zunächst mit dem Konkurrenzsystem Agfa Rapid, das auf einer Vorkriegsidee beruhte, der Instamatic-Kassette etwas entgegenzusetzen. Nachdem damit aber kein überwältiger Erfolg zu erzielen war, nahm man eine Lizenz von Kodak und verkaufte ebenfalls eine immense Zahl von Kassettenkameras.

### Ende
Das Instamatic-System hielt sich bis in die 1980er Jahre. Dann erlaubte die fortgeschrittene Mechanik, Kleinbildkameras mit vollautomatischer Filmeinfädelung und vollautomatischem Filmtransport zu bauen, so dass sich diese nun ebenso einfach bedienen ließen. Dadurch verlor Instamatic seine Existenzberechtigung und geriet zunehmend in Vergessenheit. Instamatic-Kameras wurden bis etwa 1988 hergestellt, Kodak selbst stellte die Filmproduktion zum 31. Dezember 1999 ein, Agfa folgte kurz darauf. Der letzte Hersteller, Ferrania in Italien, produzierte bis April 2007.

## Galerie

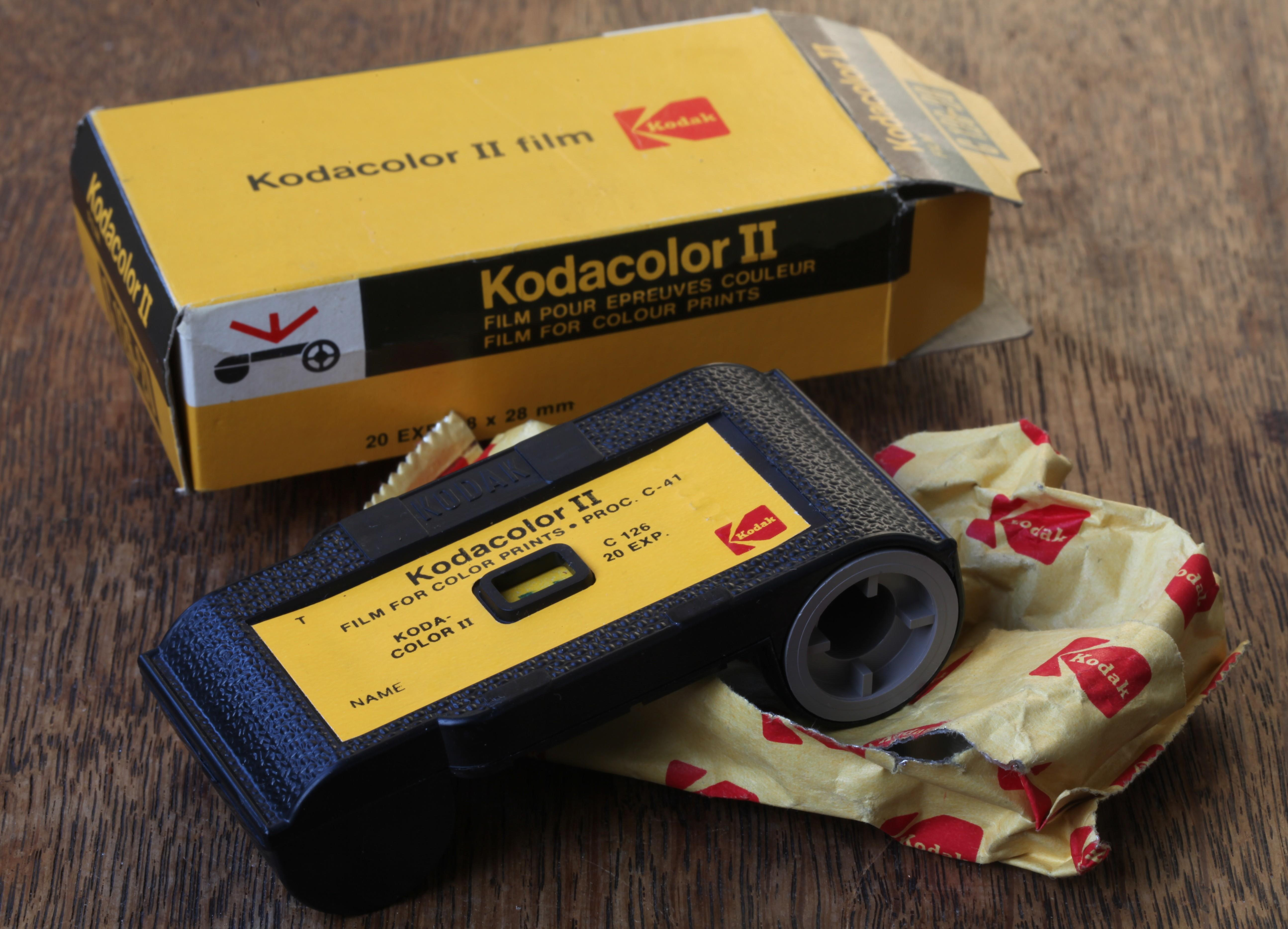
Kodacolor II Instamatic-Film
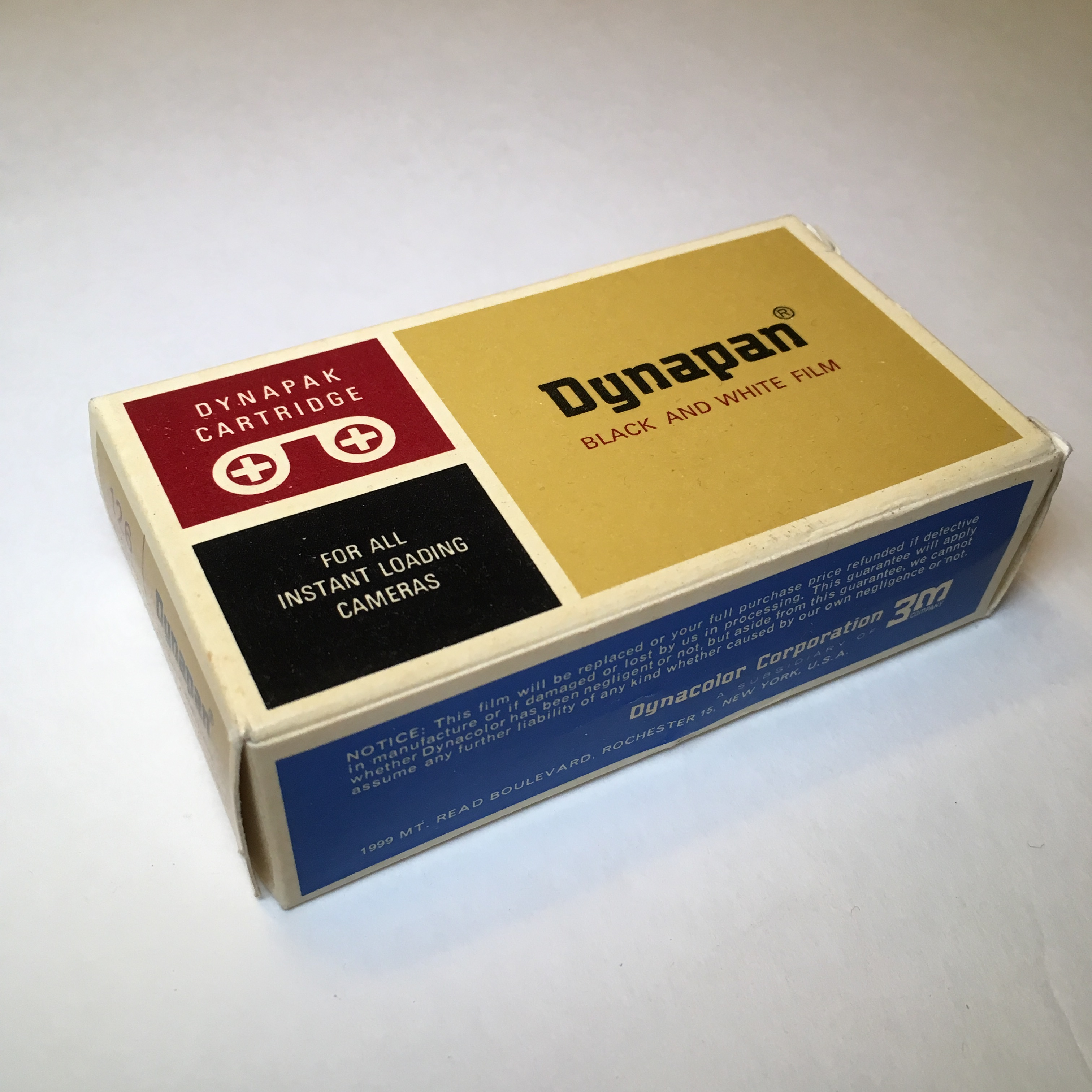
Dynapan, eine englische Filmmarke (1969)
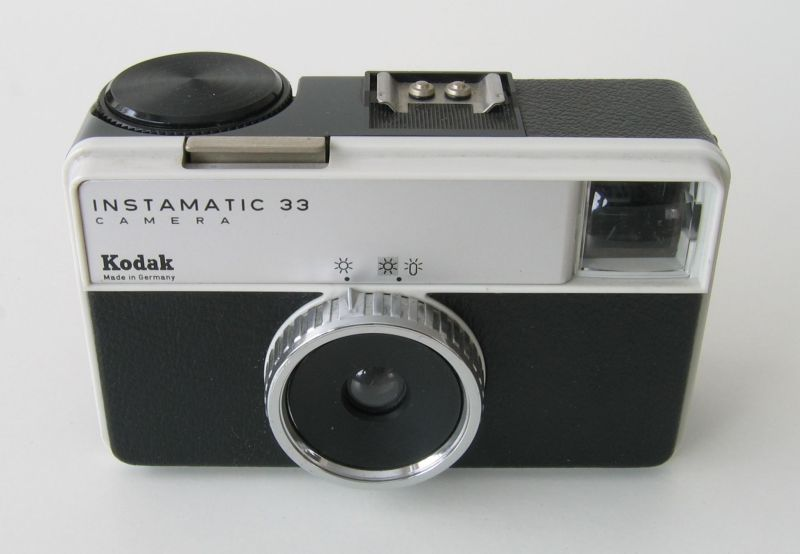
Kodak Instamatic 33
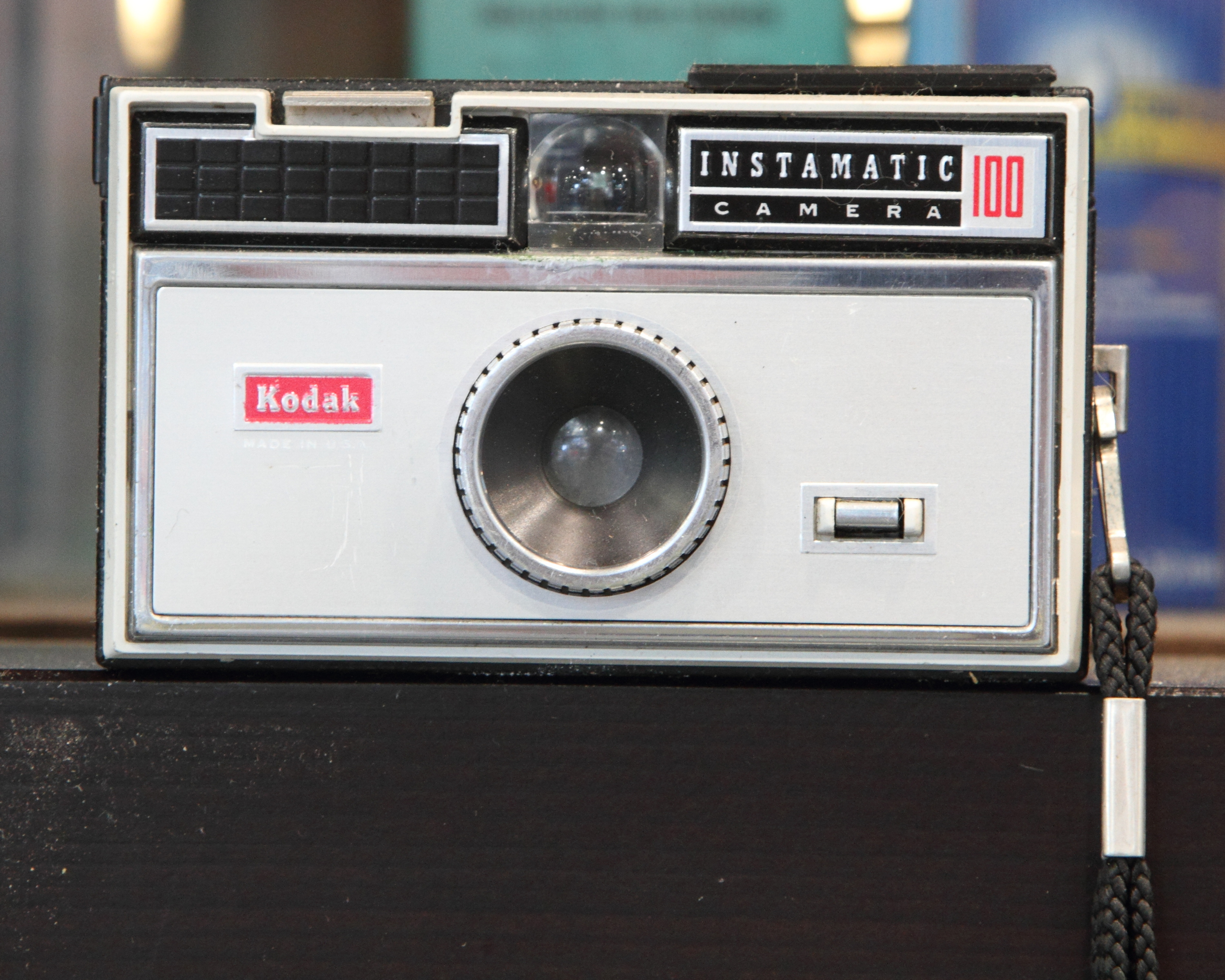
Kodak Instamatic 100
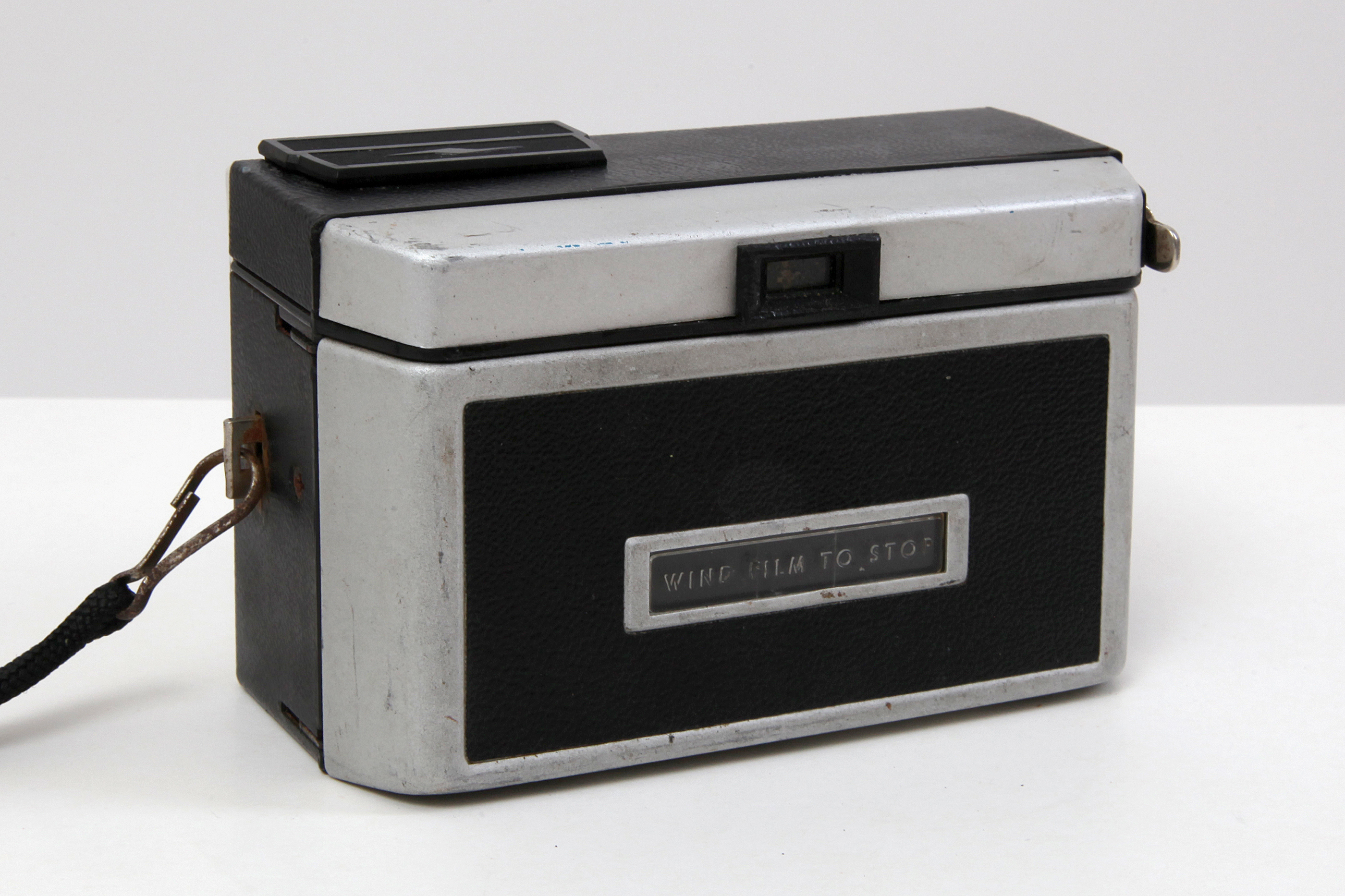
Kodak Instamatic 100, Rückansicht
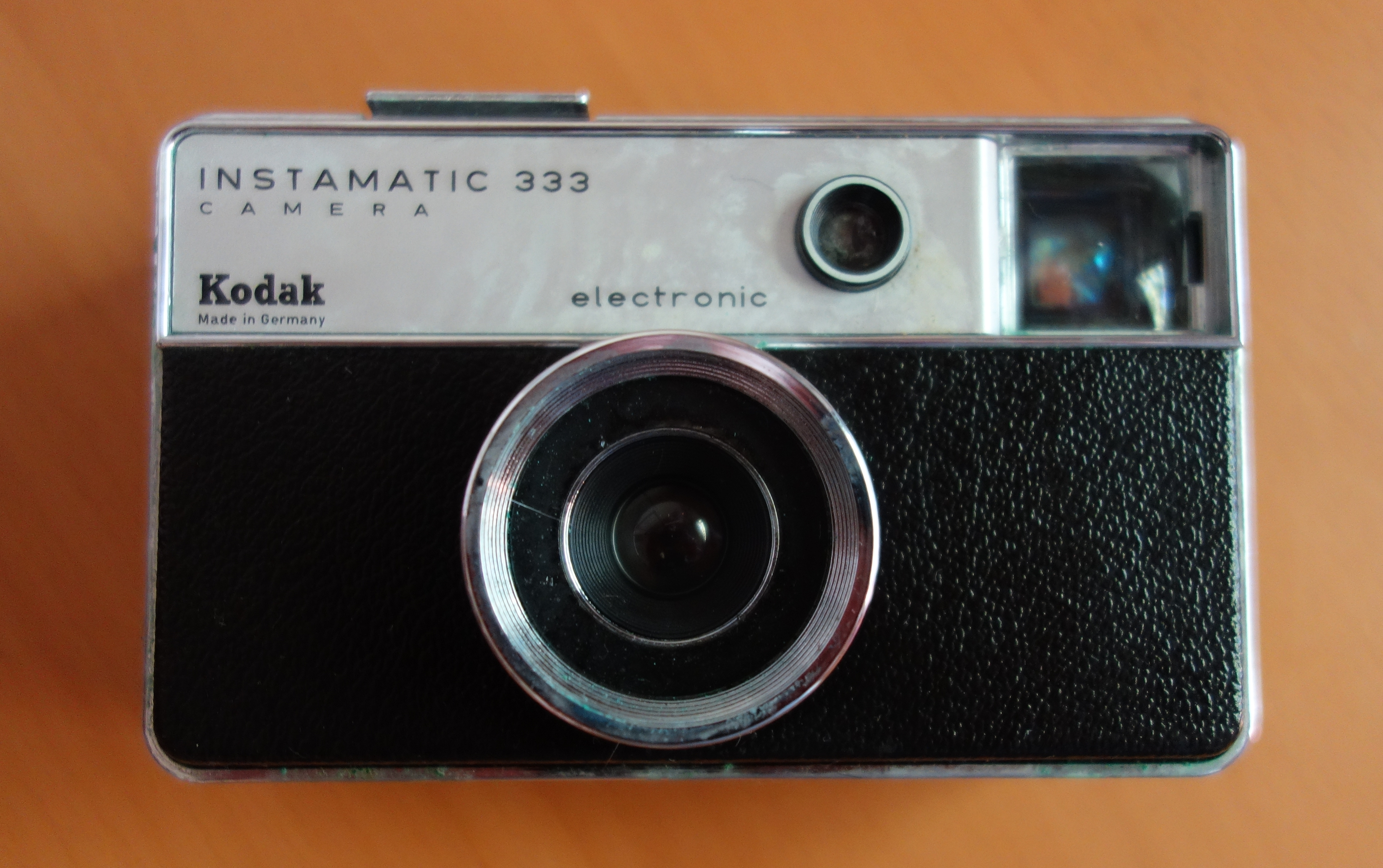
Kodak Instamatic 333
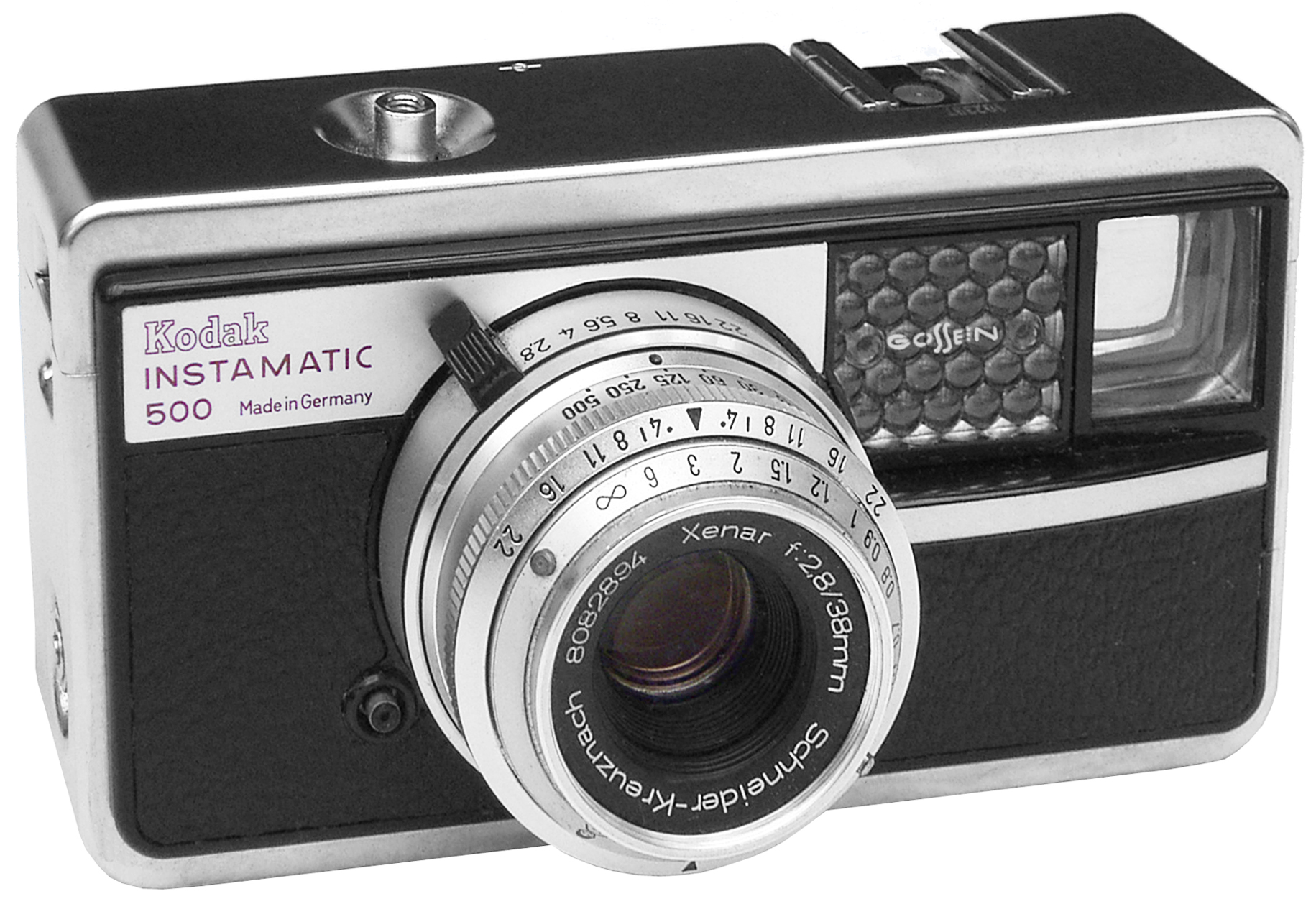
Kodak Instamatic 500
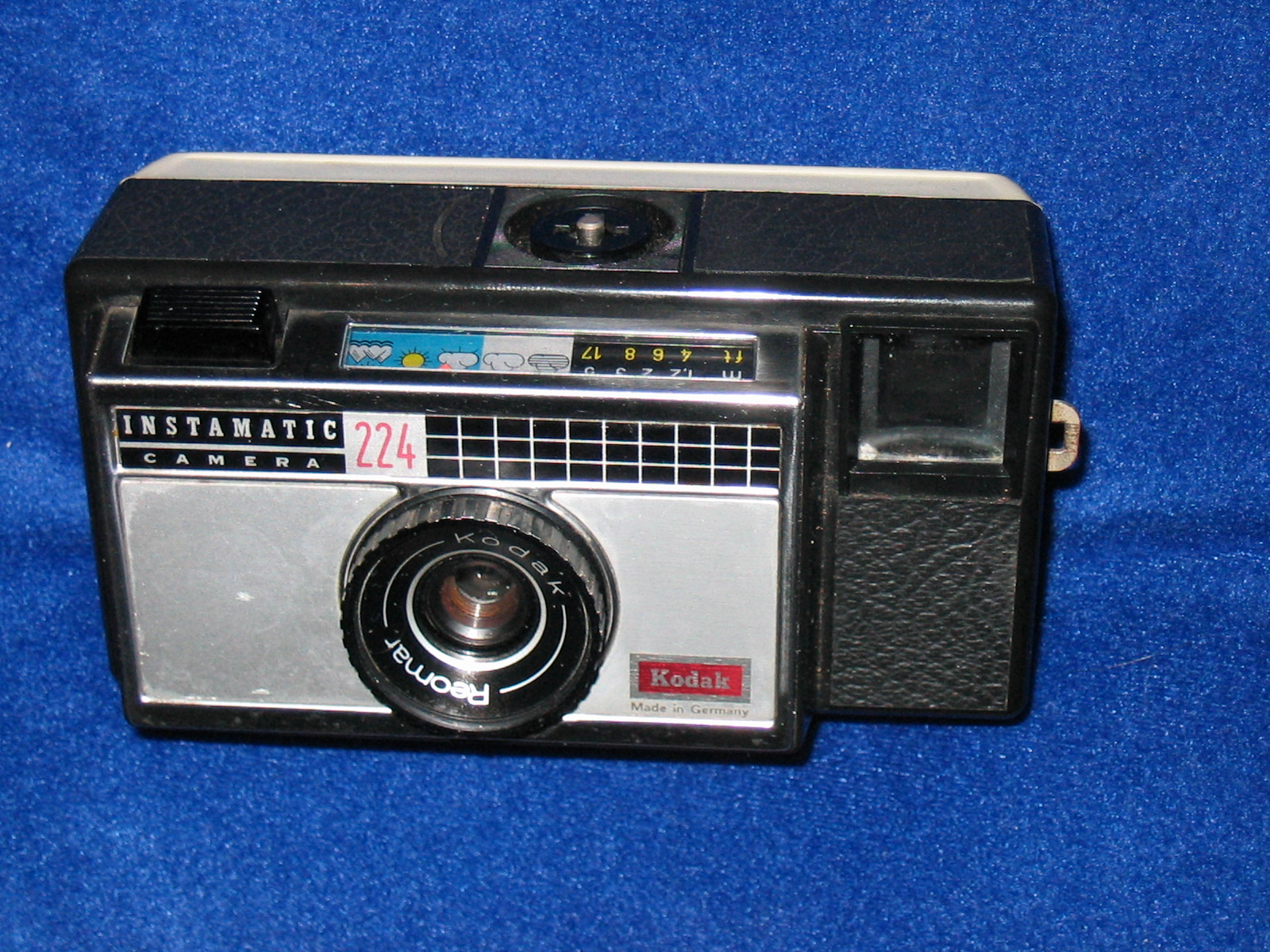
Kodak Instamatic 224
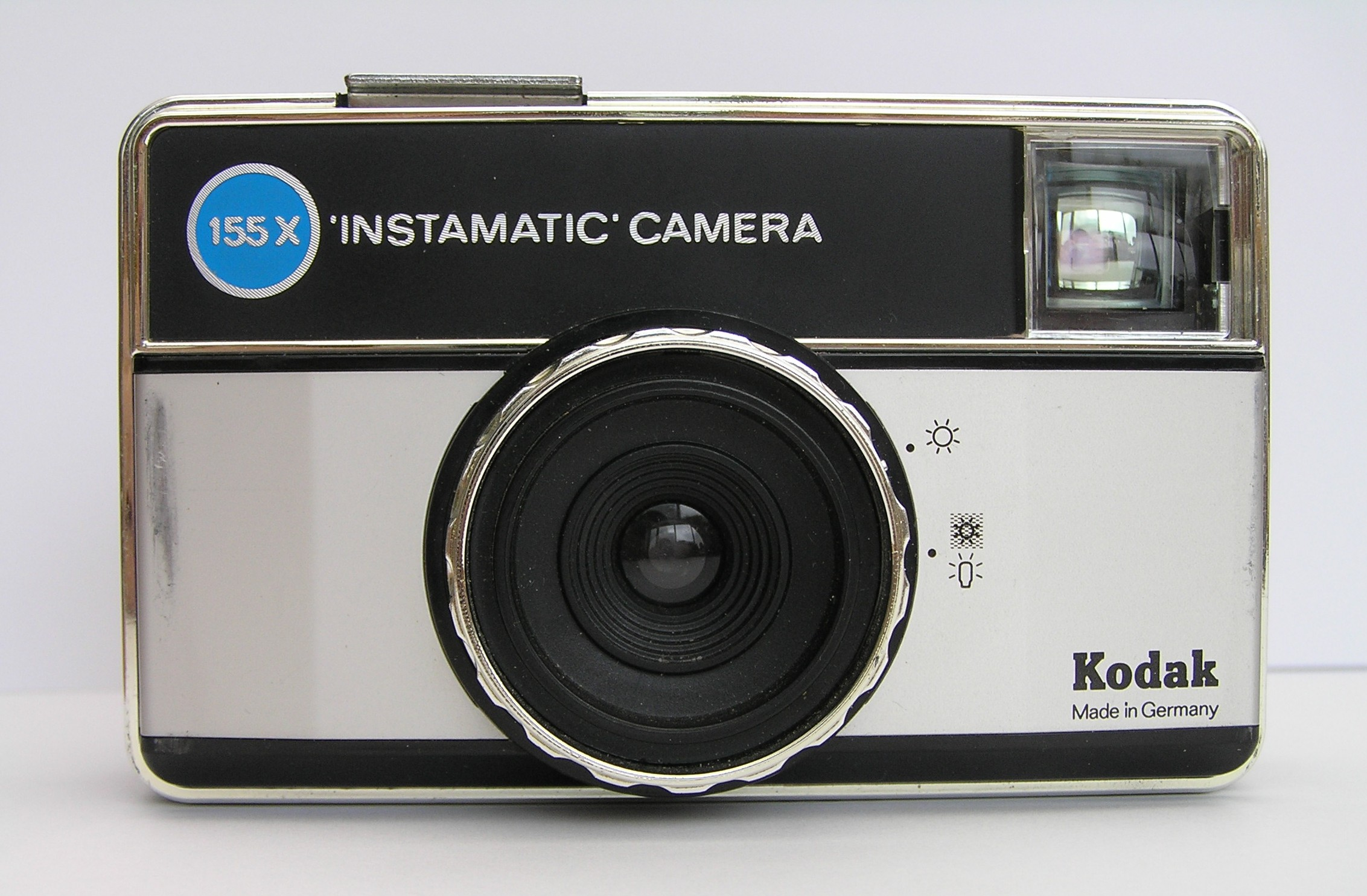
Kodak Instamatic 155 X
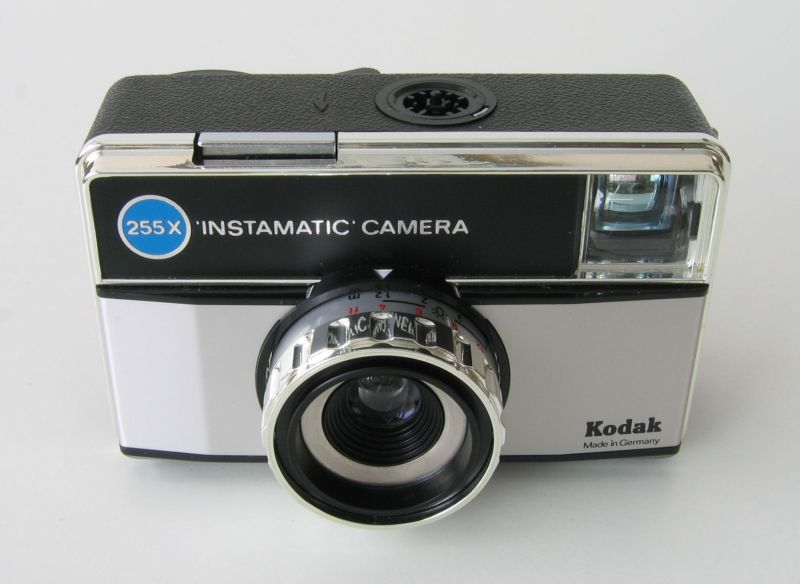
Kodak Instamatic 255 X (1976)
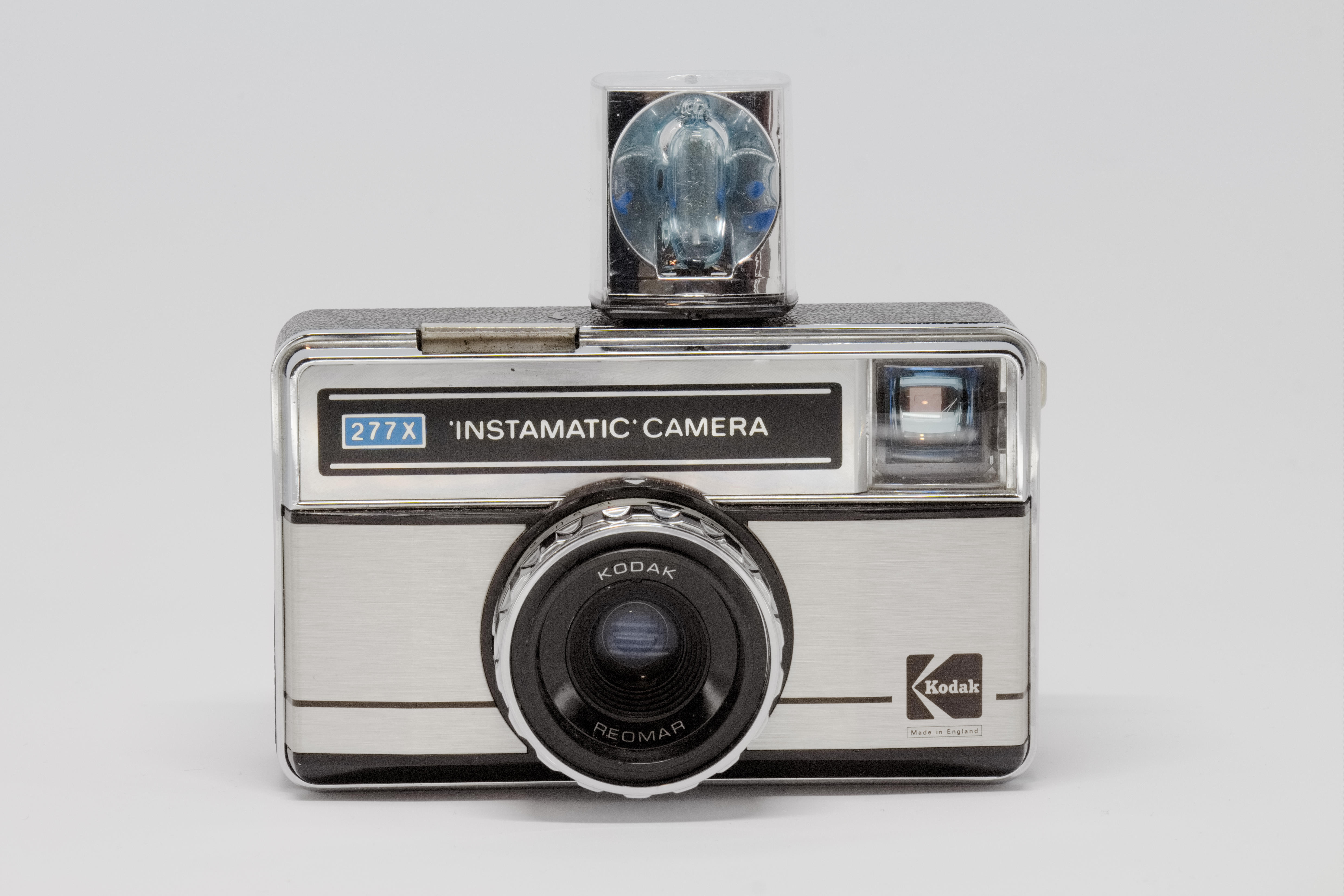
Kodak Instamatic 277 X mit Magicube
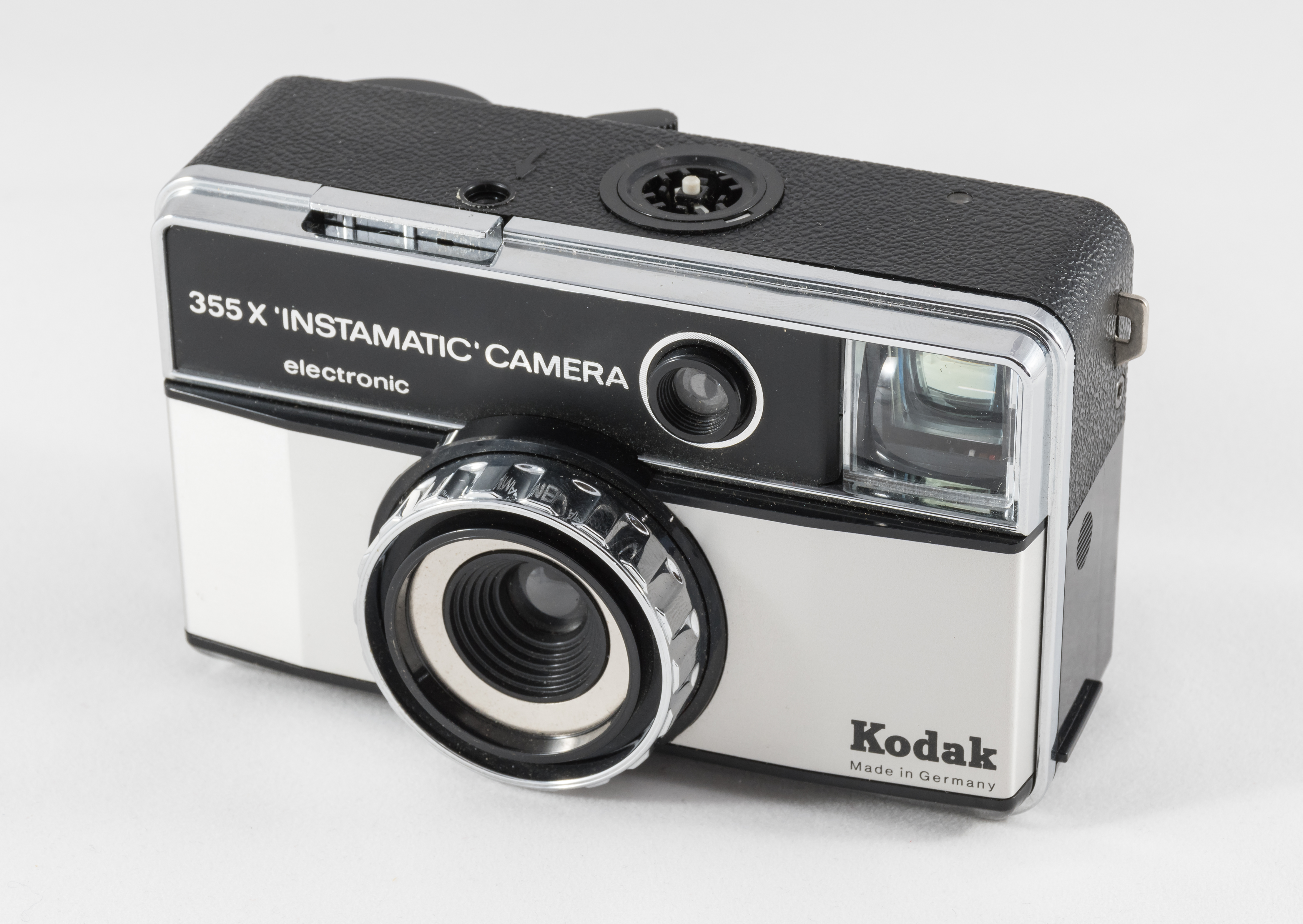
Kodak Instamatic 355 X
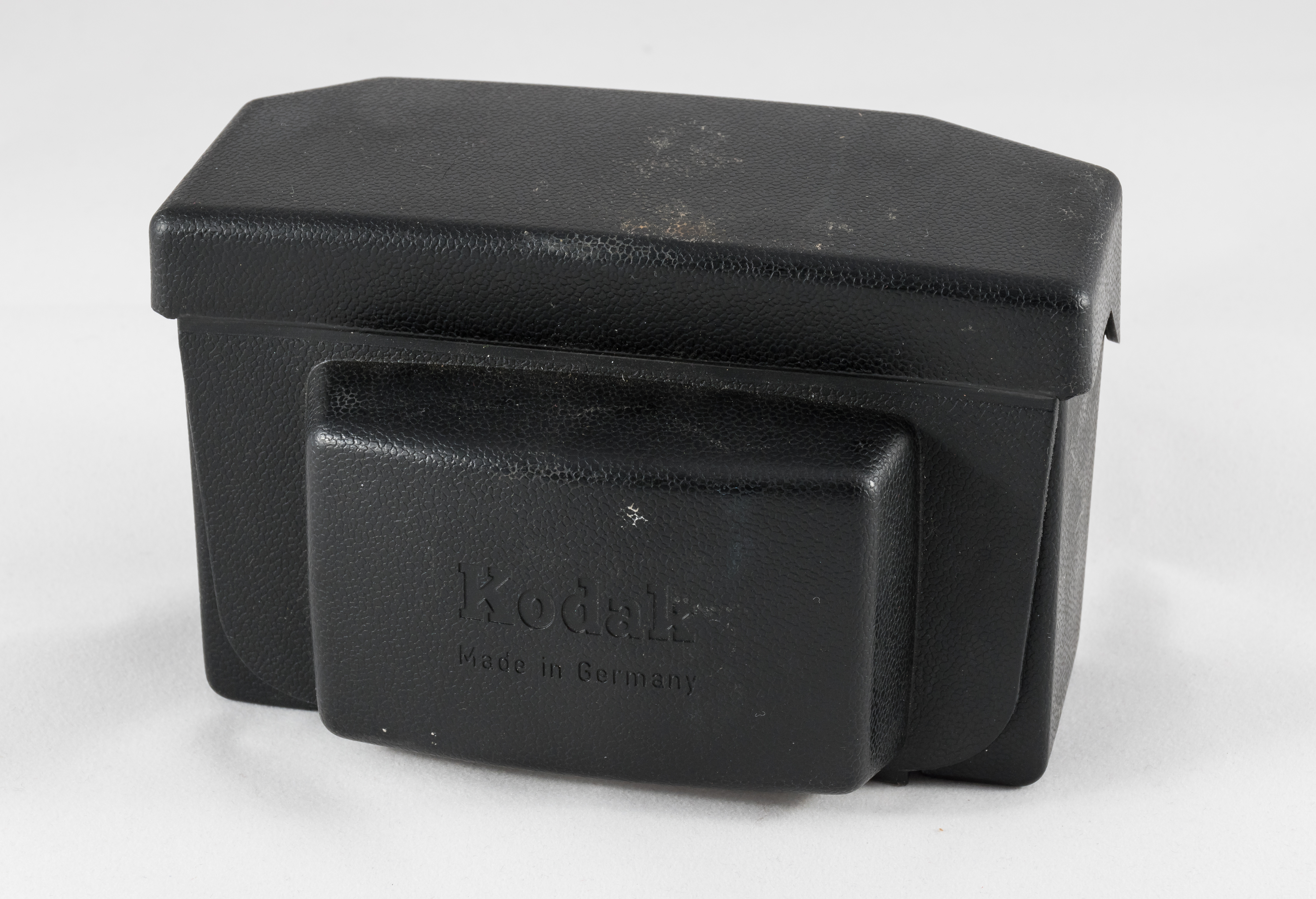
Kodak Instamatic 355 X in der Bereitschaftstasche
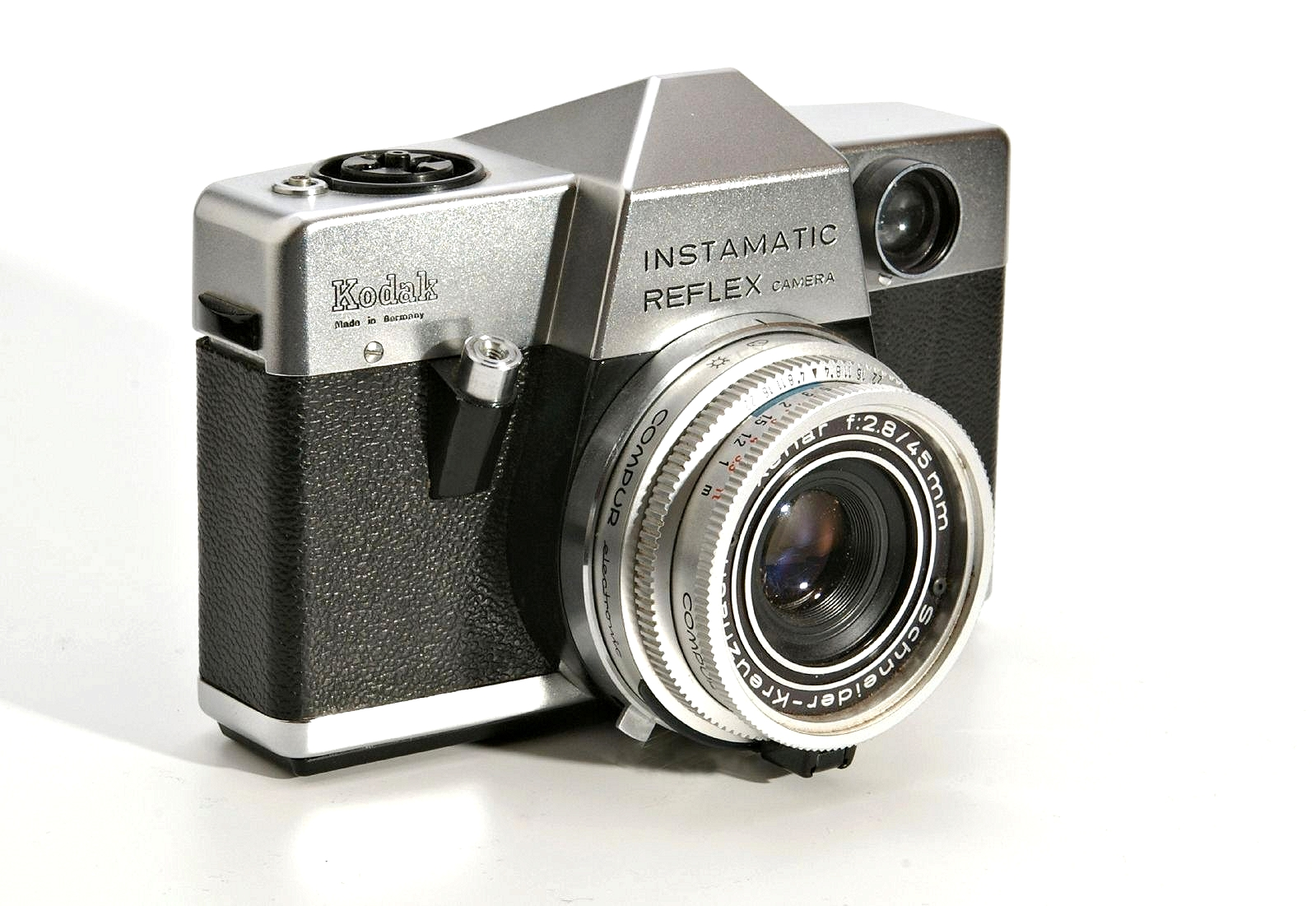
Kodak Instamatic Reflex
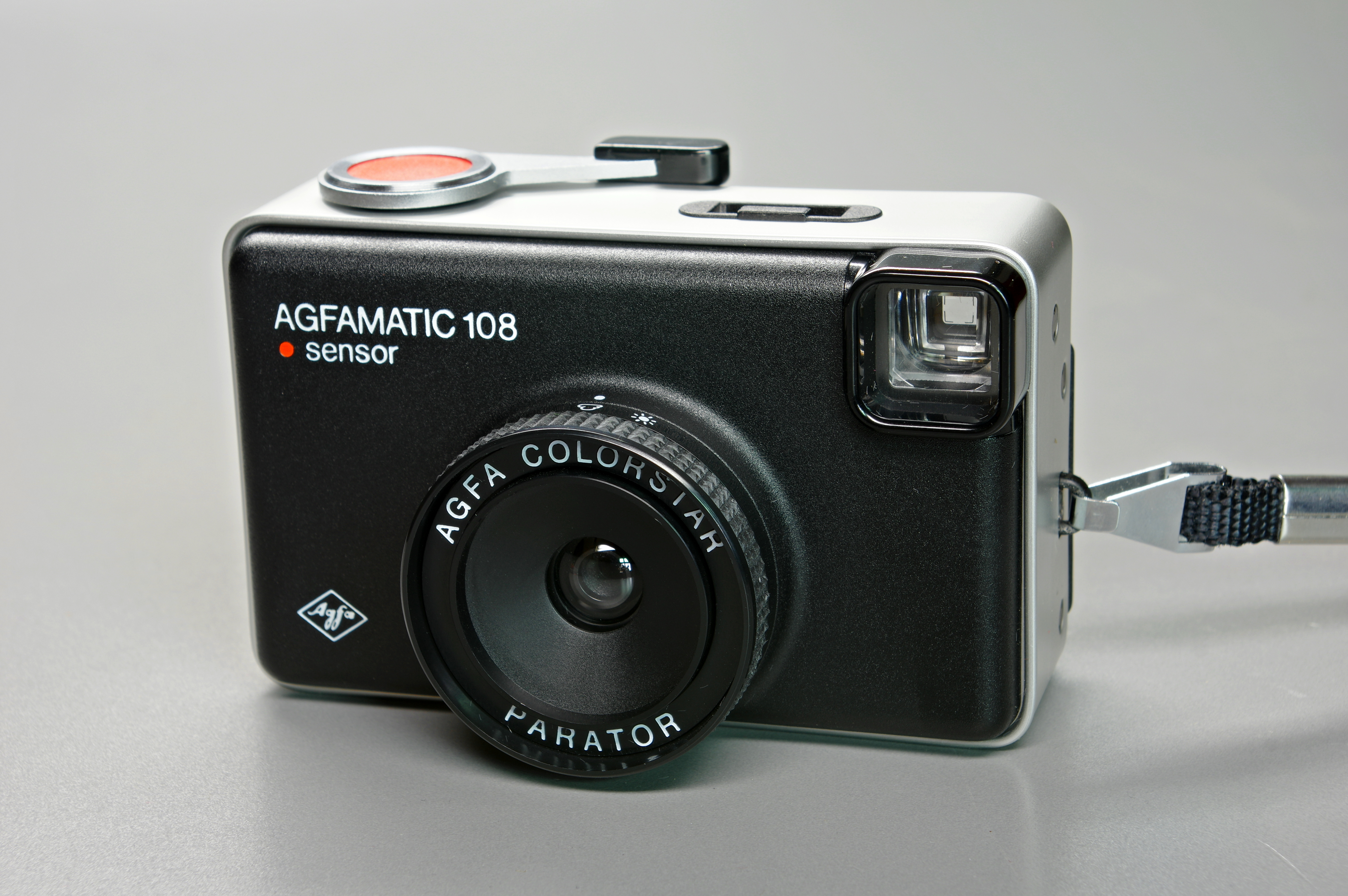
Agfamatic 108 Sensor
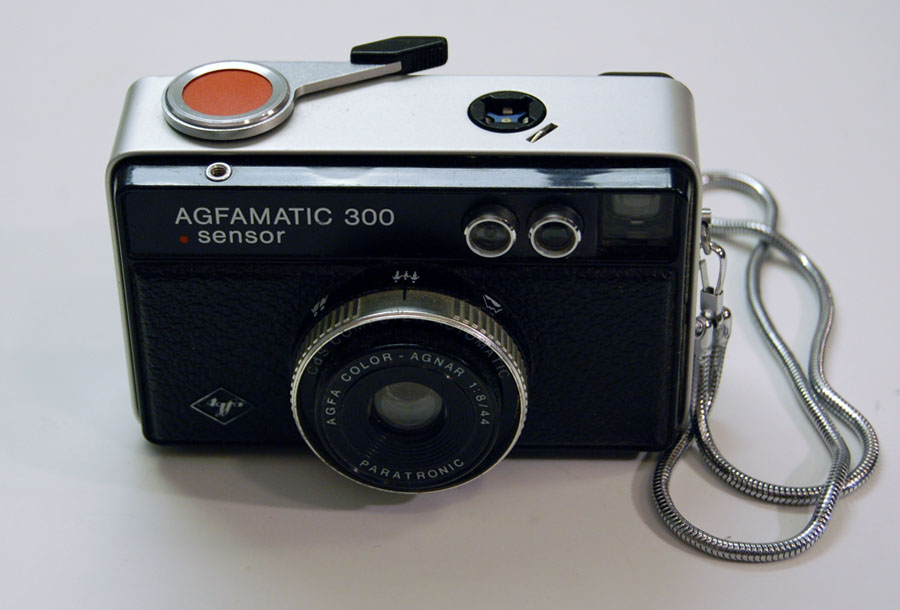
Agfamatic 300
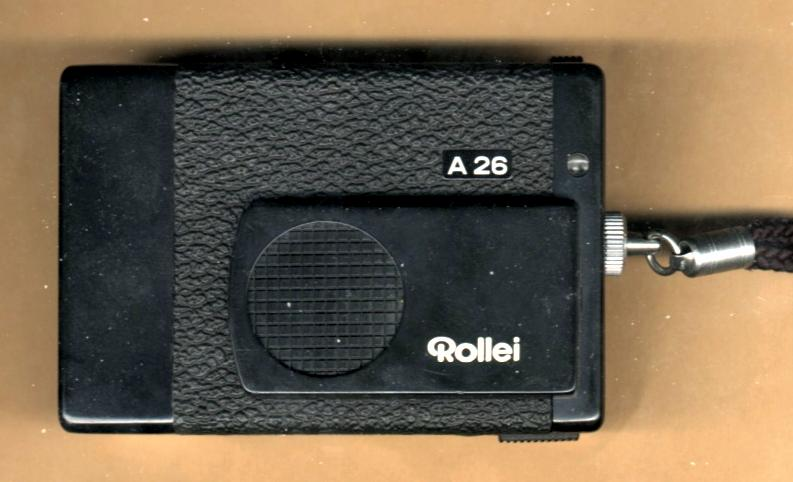
Rollei A 26
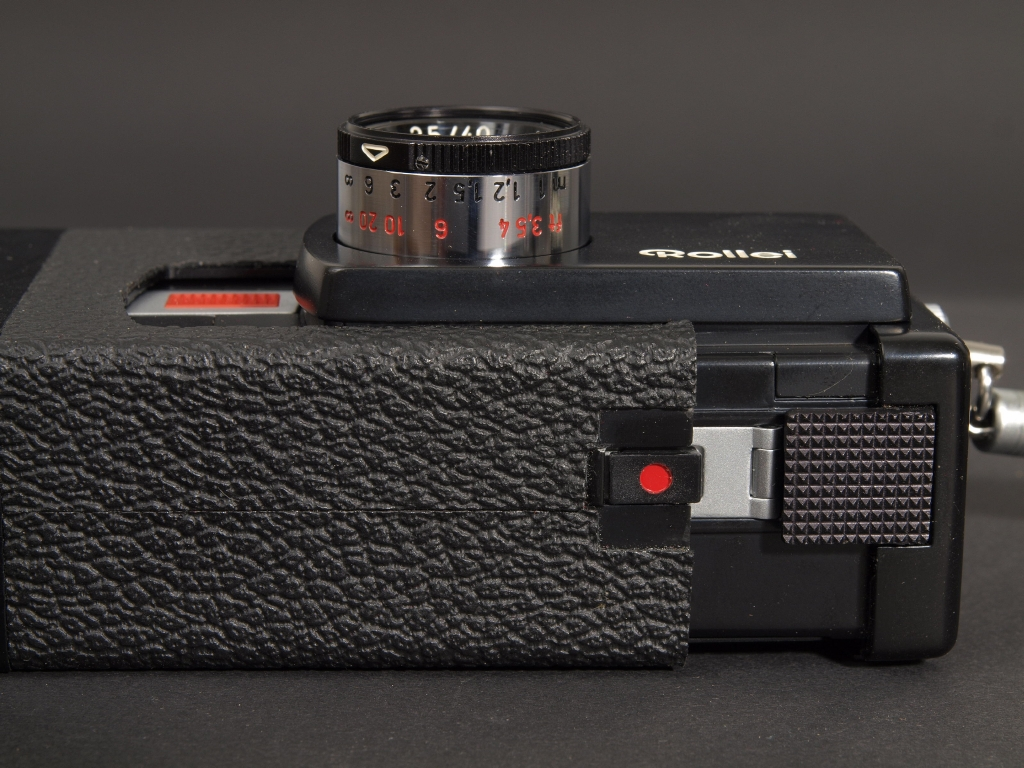
Rollei A 26
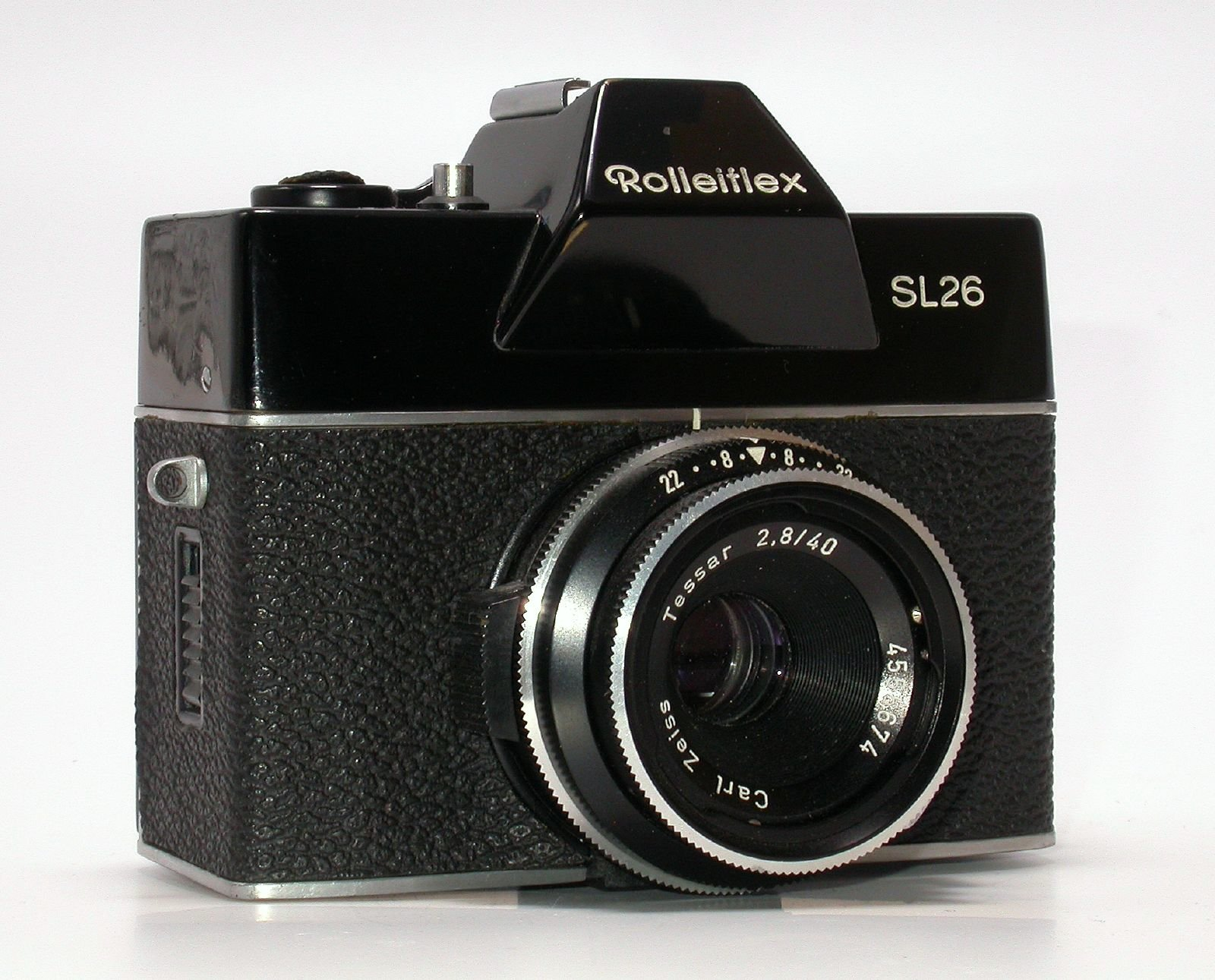
Spiegelreflexkamera Rolleiflex SL 26
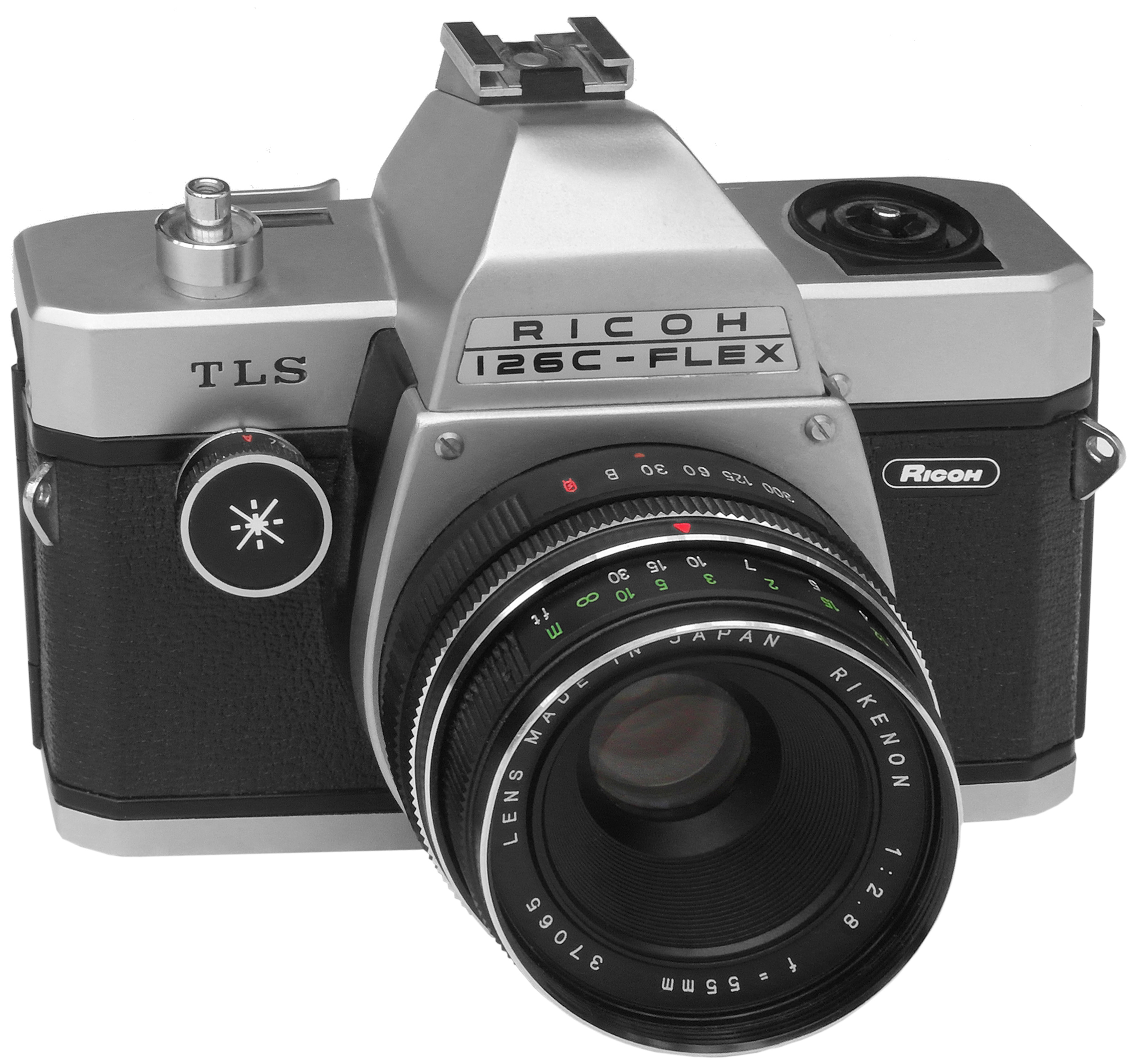
Spiegelreflexkamera von Ricoh